# Liste der Biografien/Koch
Liste der Biografien |
Portal Biografien |
Personensuche
# |
A |
B |
C |
D |
E |
F |
G |
H |
I |
J |
K |
L |
M |
N |
O |
P |
Q |
R |
S |
T |
U |
V |
W |
X |
Y |
Z |
?
 
Ka |
Kb |
Kc |
Kd |
Ke |
Kf |
Kg |
Kh |
Ki |
Kj |
Kl |
Km |
Kn |
Ko |
Kp |
Kr |
Ks |
Kt |
Ku |
Kv |
Kw |
Ky |
Kx |
Kz
 
Koa |
Kob |
Koc |
Kod |
Koe |
Kof |
Kog |
Koh |
Koi |
Koj |
Kok |
Kol |
Kom |
Kon |
Koo |
Kop |
Kor |
Kos |
Kot |
Kou |
Kov |
Kow |
Kox |
Koy |
Koz
 
Koca |
Kocb |
Koce |
Koch |
Koci |
Kocj |
Kock |
Kocm |
Kocn |
Koco |
Kocs |
Koct |
Kocu |
Kocv |
Kocy |
Kocz
Die Liste der Biografien führt alle Personen auf, die in der deutschsprachigen Wikipedia einen Artikel haben. Dieses ist eine Teilliste mit 957 Einträgen von Personen, deren Namen mit den Buchstaben „Koch“ beginnt.

## Koch

### Koch B
- Koch Benvenuto, Andrea (* 1985), chilenische Tennisspielerin

### Koch J
- Koch Jacobsen, Katrine (* 1999), dänische Hammerwerferin

### Koch K
- Koch Krefft, Osvaldo (1896–1963), chilenischer Politiker

### Koch V
- Koch von Berneck, Maximilian (1827–1916), deutscher Schriftsteller
- Koch von Gailenbach, Johann Christoph († 1717), Augsburger Patrizier und Kaufmann
- Koch von Gailenbach, Johann Matthias (1646–1713), deutscher Augsburger Patrizier und Geheimer Rat
- Koch von Gailenbach, Johannes (1614–1693), deutscher Augsburger Patrizier, Oberkirchenpfleger und Geheimer Rat
- Koch von Gailenbach, Markus Christoph (1699–1768), Kaiserlicher Rat, Stadtpfleger von Augsburg
- Koch von Gailenbach, Matthias (1610–1680), Augsburger Patrizier und Kaufmann
- Koch von Langentreu, Friederike (1866–1941), österreichische Malerin, Grafikerin und Keramikerin

### Koch, A – Koch, W

#### Koch, A
- Koch, Adam Friedrich (1763–1835), deutscher Schriftsteller, Burgenforscher und Dorfschullehrer
- Koch, Adelheid (1896–1980), deutschbrasilianische Psychoanalytikerin
- Koch, Adolf (1845–1904), deutscher Architekt, Zeichner, Radierer und Fachschriftsteller
- Koch, Adolf (1897–1970), deutscher Pädagoge, Sportlehrer und Mediziner, Pionier der Nacktkultur
- Koch, Albert (1921–1995), deutscher Politiker (SPD), MdL
- Koch, Albert (* 1962), deutscher Musikjournalist
- Koch, Albert Carl (1804–1867), deutscher Paläontologe
- Koch, Albrecht (* 1953), deutscher Autor, Cartoonist und Musiker
- Koch, Albrecht (* 1976), deutscher Domorganist, Dirigent und Domkantor
- Koch, Alexander (1848–1911), Schweizer Architekt
- Koch, Alexander (1852–1923), deutscher Wasserbauingenieur, Baubeamter und Hochschullehrer
- Koch, Alexander (1860–1939), deutscher Verleger und Publizist
- Koch, Alexander (1966–2019), deutscher Prähistoriker und Präsident der Stiftung Deutsches Historisches Museum
- Koch, Alexander (* 1969), deutscher Florettfechter
- Koch, Alexander (* 1988), US-amerikanischer SchauspielerAlexander Koch (* 1988)

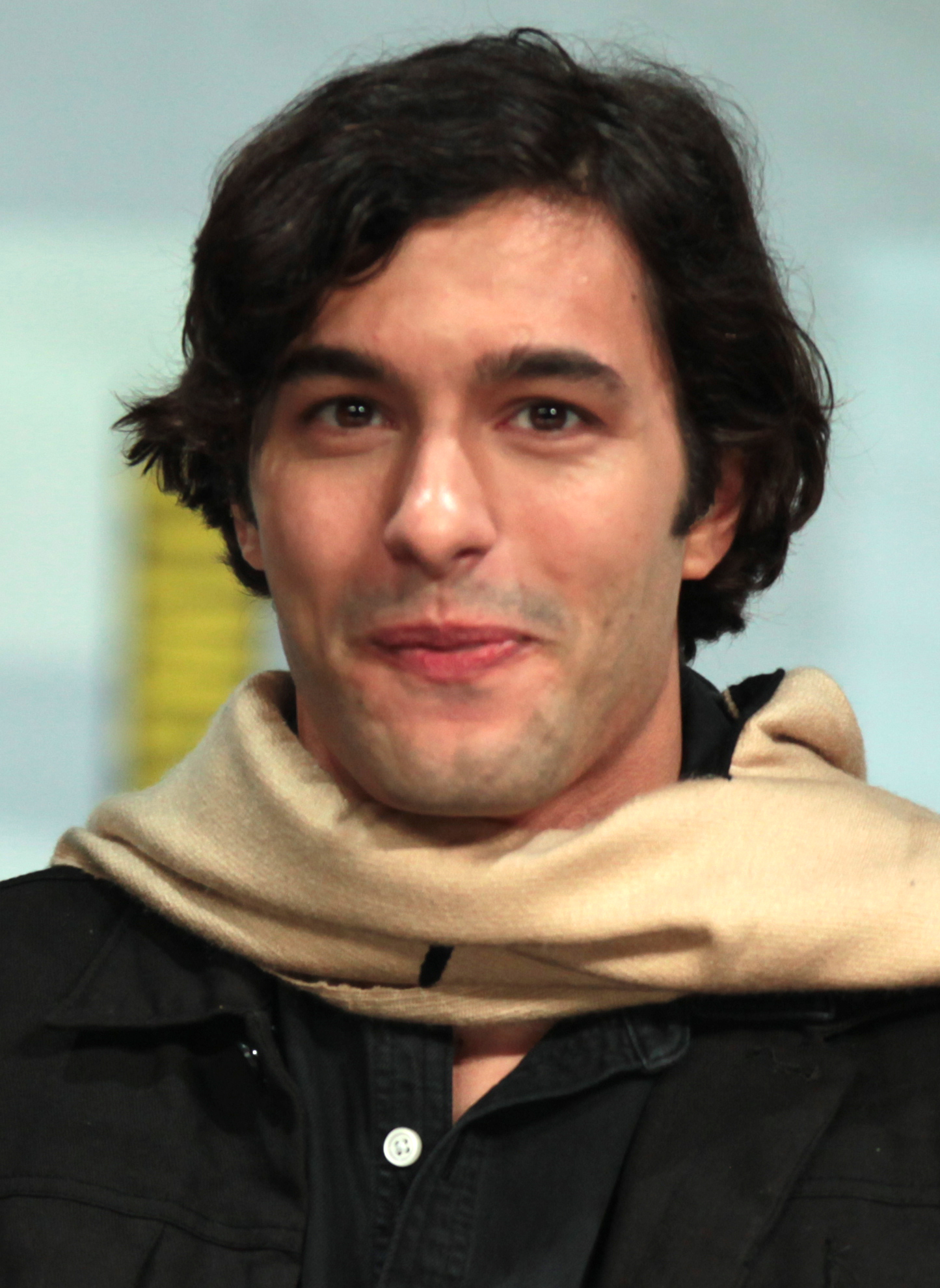
Alexander Koch (* 1988)

- Koch, Alfred (1858–1922), deutscher Mikrobiologe
- Koch, Alfred (1907–2013), deutscher Internist, Fliegerarzt, Sportmediziner und Hochschullehrer
- Koch, Alfred Joseph (1879–1951), Priester, Benediktinererzabt
- Koch, Alfred Reingoldowitsch (* 1961), russischer Politiker und Unternehmer
- Koch, Alois (1854–1917), österreichischer Architekt
- Koch, Alois (1932–2009), deutscher katholischer Theologe
- Koch, Alois (* 1945), Schweizer Musikwissenschaftler, Kirchenmusiker und Dirigent
- Koch, Alwin (1839–1919), deutscher Klassischer Philologe
- Koch, Andreas, deutscher Gitarrist
- Koch, Andreas, Buchdrucker
- Koch, Andreas († 1666), deutscher Pfarrer, der in Lemgo wegen Hexerei hingerichtet wurde
- Koch, Andreas (1775–1846), deutscher Mediziner und Direktor des Allgemeinen Krankenhauses in München
- Koch, Andreas (1871–1952), deutscher Jurist und Politiker
- Koch, Andreas (* 1968), deutscher Jurist, Richter am Bundesverwaltungsgericht
- Koch, Andreas (* 1970), deutscher Künstler und Grafiker
- Koch, Annie W., niederländische Badmintonspielerin
- Koch, Annika (* 1999), deutsche Triathletin
- Koch, Antal (1843–1927), ungarischer Geologe, Mineraloge, Petrograph und Paläontologe
- Koch, Anton (1859–1915), deutscher römisch-katholischer Theologe und Kirchenhistoriker
- Koch, Anton (1882–1961), deutscher Gutsbesitzer und Politiker
- Koch, Anton (1903–1963), österreichischer Fußballspieler
- Koch, Anton Friedrich (* 1952), deutscher Philosoph
- Koch, Anton Wilhelm Friedrich (1755–1820), deutscher Unternehmer
- Koch, Ariane (* 1988), Schweizer Schriftstellerin
- Koch, August Georg (1844–1928), österreichischer Senior der evangelischen Kirche
- Koch, August Ludwig (1791–1866), deutscher Jurist, Bürgermeister und Salinebeamter
- Koch, August von (1790–1861), preußischer General der Infanterie
- Koch, Augustin (1754–1831), Abt der Abtei Rajhrad
- Koch, Axel (* 1967), deutscher Psychologe und Hochschullehrer

#### Koch, B
- Koch, Basile de (* 1951), französischer Schriftsteller, Humorist und Journalist
- Koch, Beat (* 1972), Schweizer Skilangläufer
- Koch, Beate (* 1967), deutsche Speerwerferin
- Koch, Bernhard (* 1949), Schweizer Politiker
- Koch, Bernhard (* 1962), deutscher Journalist, Filmemacher und niederdeutscher Autor
- Koch, Bernhard (* 1966), österreichischer Jurist, Rechtswissenschaftler und Universitätsprofessor
- Koch, Bernhard (* 1971), deutscher Philosoph und Ethiker
- Koch, Bernward (* 1957), deutscher Musiker, Komponist
- Koch, Berthold (1899–1988), deutscher Schachspieler
- Koch, Bertram (* 1963), deutscher Basketballnationalspieler
- Koch, Bettina (* 1959), deutsche Schauspielerin, Hörspielsprecherin und Kabarettistin
- Koch, Bianca (* 1981), deutsche Opernsängerin (Sopran)
- Koch, Bill (* 1955), US-amerikanischer Skilangläufer
- Koch, Birgit (* 1950), deutsche Schauspielerin, Hörspielsprecherin und Autorin von Hörspielen, Features und Kabarett-Programmen
- Koch, Birgit (* 1963), deutsche Rundfunk-Journalistin
- Koch, Björn (* 1993), österreichischer Skispringer
- Koch, Bodil (1903–1972), dänische Politikerin und Abgeordnete der Sozialdemokratischen Partei im dänischen Parlament Folketinget (1947–1968)
- Koch, Boris (* 1973), deutscher Schriftsteller

#### Koch, C
- Koch, Carl (1806–1900), deutscher Maler, Freskant, Grafiker, Lithograf und Zeichner
- Koch, Carl (1815–1882), Landtagsabgeordneter Waldeck
- Koch, Carl (1826–1862), deutscher Jurist und Politiker
- Koch, Carl (1827–1905), deutscher Genre- und Historienmaler sowie Illustrator
- Koch, Carl (1827–1882), deutscher Naturforscher
- Koch, Carl (1833–1910), Pharmafabrikant, Weingutsbesitzer, Bürgermeister und Abgeordneter der 2. Kammer der hessischen Landstände, Ehrenbürger
- Koch, Carl (1879–1965), deutscher Rechtsanwalt, Politiker (CDU) und Bürgermeister
- Koch, Carl (1892–1963), deutscher Filmregisseur und Drehbuchautor
- Koch, Carl (1907–1956), deutscher Altphilologe
- Koch, Carl August (1845–1897), Schweizer Fotograf
- Koch, Carl Friedrich (1802–1871), deutscher Mediziner
- Koch, Carl Friedrich August (1820–1890), deutscher Jurist und Versicherungsunternehmer
- Koch, Carl Johann (1803–1864), deutschbaltischer Pastor
- Koch, Carl Ludwig (1778–1857), deutscher Entomologe und Arachnologe
- Koch, Carl Wilhelm Otto (1810–1876), deutscher Jurist und Politiker
- Koch, Carlo Jacob (1895–1975), deutscher Kaufmann und Vorsitzender der Bremer Baumwollbörse
- Koch, Carolin (* 1989), deutsche Schauspielerin und Sängerin
- Koch, Carsten (* 1945), dänischer Wirtschaftswissenschaftler und Politiker (Socialdemokraterne), Mitglied des Folketing
- Koch, Carsten (* 1975), deutscher Kirchenmusiker und Orchesterleiter
- Koch, Caspar (1889–1952), Opernsänger (Tenor)
- Koch, Charles (1904–1970), österreichischer Entomologe
- Koch, Charles G. (* 1935), US-amerikanischer UnternehmerCharles G. Koch (* 1935)

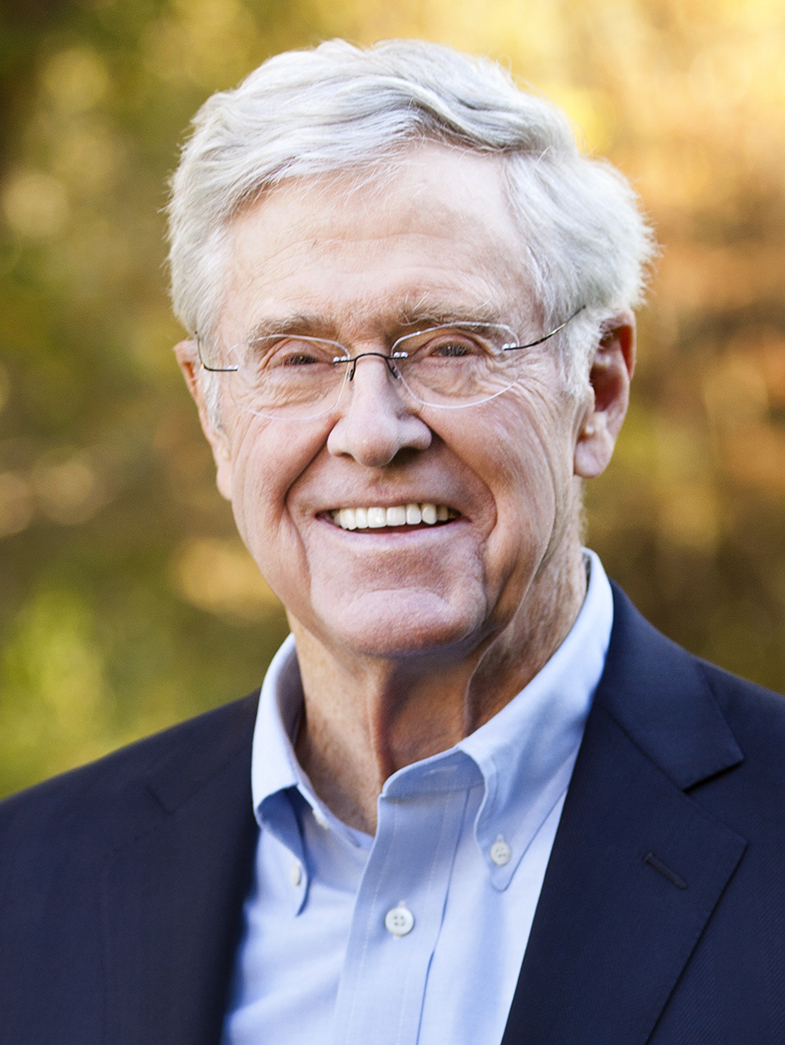
Charles G. Koch (* 1935)

- Koch, Christian (1781–1861), deutscher Pädagoge und Philologe
- Koch, Christian (1878–1955), deutscher Politiker (DDP, FDP), MdHB
- Koch, Christian (* 1996), deutscher Radsportler
- Koch, Christian Alexander (* 1962), deutscher Schauspieler
- Koch, Christian Friedrich (1798–1872), deutscher Jurist
- Koch, Christian Johannes (* 1986), Schweizer Filmregisseur und Drehbuchautor
- Koch, Christian Traugott (1752–1826), deutscher Jurist und Stadtrat
- Koch, Christian Zacharias, deutscher Bergdirektor in Straßberg
- Koch, Christiane (1939–2016), deutsche Journalistin und Redakteurin
- Koch, Christiane Henriette (1731–1804), deutsche Schauspielerin und Theaterunternehmerin
- Koch, Christina (* 1979), US-amerikanische Astronautin
- Koch, Christine (1869–1951), deutsche Lyrikerin
- Koch, Christine (* 1963), Schweizer Politikerin (SP)
- Koch, Christof (* 1956), US-amerikanischer NeurowissenschaftlerChristof Koch (* 1956)

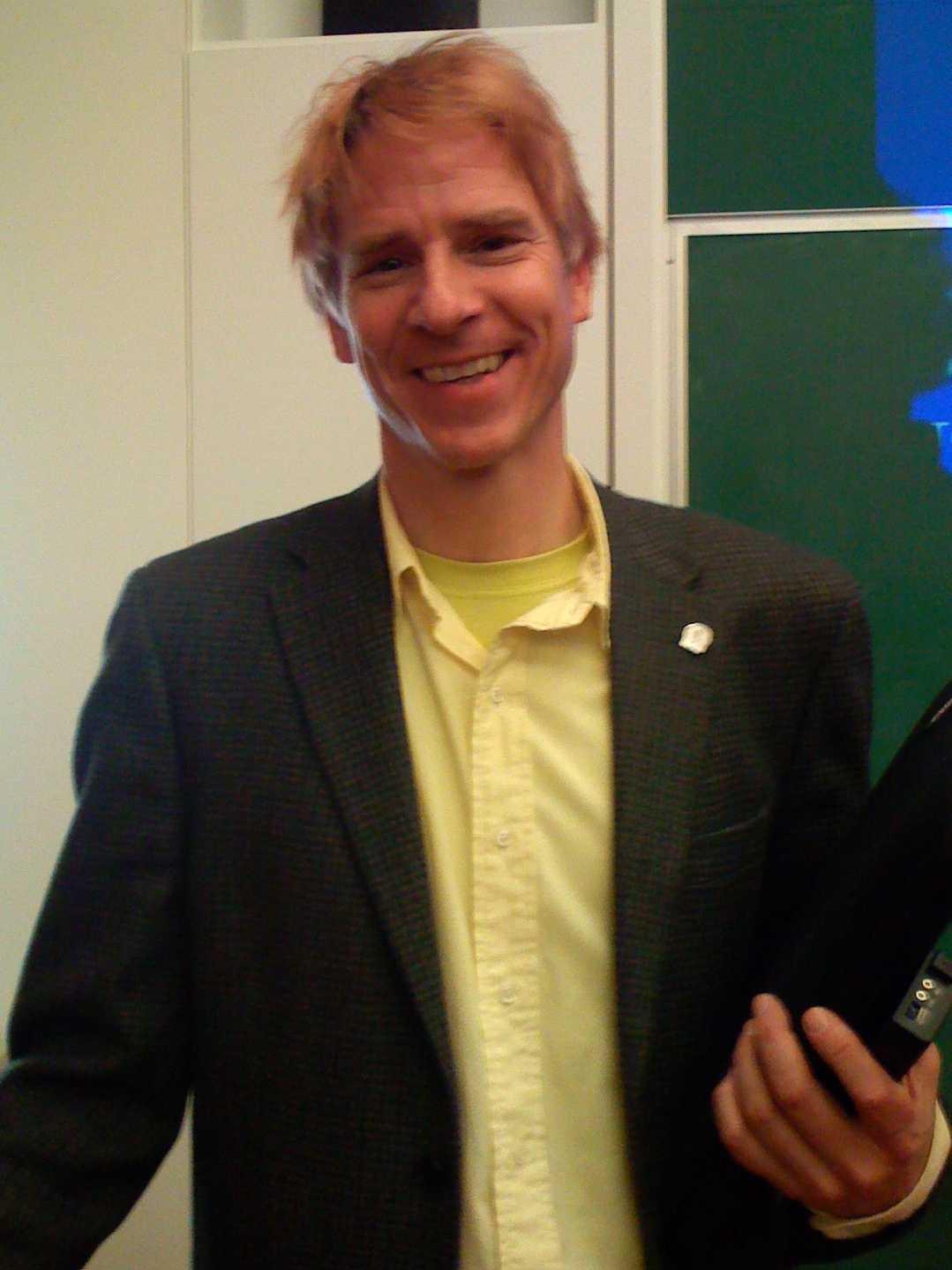
Christof Koch (* 1956)

- Koch, Christoph (* 1954), deutscher Politiker (CDU), MdL
- Koch, Christoph (* 1974), deutscher Autor
- Koch, Christoph Friedrich, sächsischer Beamter
- Koch, Christoph Wilhelm von (1737–1813), elsässischer Hochschullehrer für Staatsrecht und Geschichte, Schriftsteller, Bibliothekar, Diplomat und Politiker in Straßburg
- Koch, Christopher (* 1980), deutscher Wirtschaftswissenschaftler
- Koch, Christopher John (1932–2013), australischer Schriftsteller
- Koch, Claudia (* 1980), deutsche Herpetologin
- Koch, Claus (1929–2010), deutscher Schriftsteller
- Koch, Claus (* 1950), deutscher Psychologe und Verleger
- Koch, Claus (* 1953), deutscher Sportschütze
- Koch, Claus (* 1967), deutscher Jazzmusiker
- Koch, Conrad Johann (1797–1880), Landtagsabgeordneter Großherzogtum Hessen
- Koch, Conrad von (1738–1821), Gesandter des Fürstbistums Lübeck und des Herzogtums Oldenburg beim Immerwährenden Reichstag in Regensburg
- Koch, Cooper (* 1996), amerikanischer Schauspieler
- Koch, Cordelia (* 1972), deutsche Politikerin (Bündnis 90/Die Grünen)
- Koch, Cornelis (1936–2021), niederländischer Leichtathlet
- Koch, Cris (* 1975), deutscher Maler, Musiker und Performancekünstler

#### Koch, D
- Koch, Daniel (* 1955), Schweizer Arzt und leitender Bundesangestellter
- Koch, David (* 1988), Schweizer Jazzmusiker und Singer-Songwriter
- Koch, David (* 1991), deutsches Model
- Koch, David H. (1940–2019), US-amerikanischer UnternehmerDavid H. Koch (1940–2019)

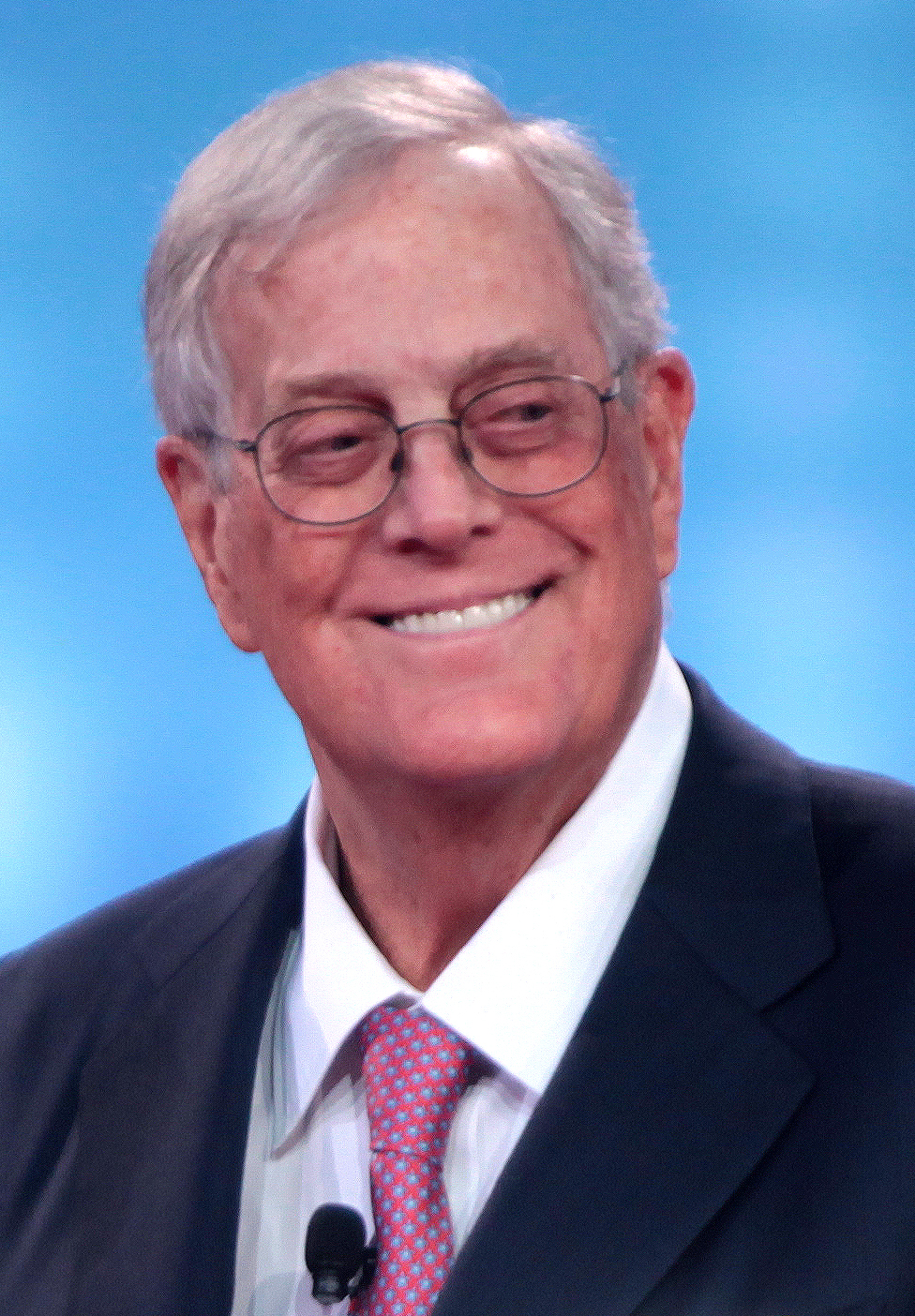
David H. Koch (1940–2019)

- Koch, Des (1932–1991), US-amerikanischer Diskuswerfer
- Koch, Dieter-Lebrecht (* 1953), deutscher Politiker (CDU), MdV, MdB, MdEP
- Koch, Diethelm (1943–2008), deutscher Bildhauer und Hochschullehrer
- Koch, Dietrich (1937–2020), deutscher Physiker und Philosoph
- Koch, Dietrich-Alex (* 1942), deutscher evangelischer Theologe
- Koch, Dirk (* 1943), deutscher Journalist und Publizist

#### Koch, E
- Koch, Ebba (* 1944), österreichische Kunsthistorikerin
- Koch, Eberhard (1892–1955), deutscher Physiologe und Hochschullehrer
- Koch, Ed (1924–2013), US-amerikanischer Politiker, Bürgermeister von New YorkEd Koch (1924–2013)

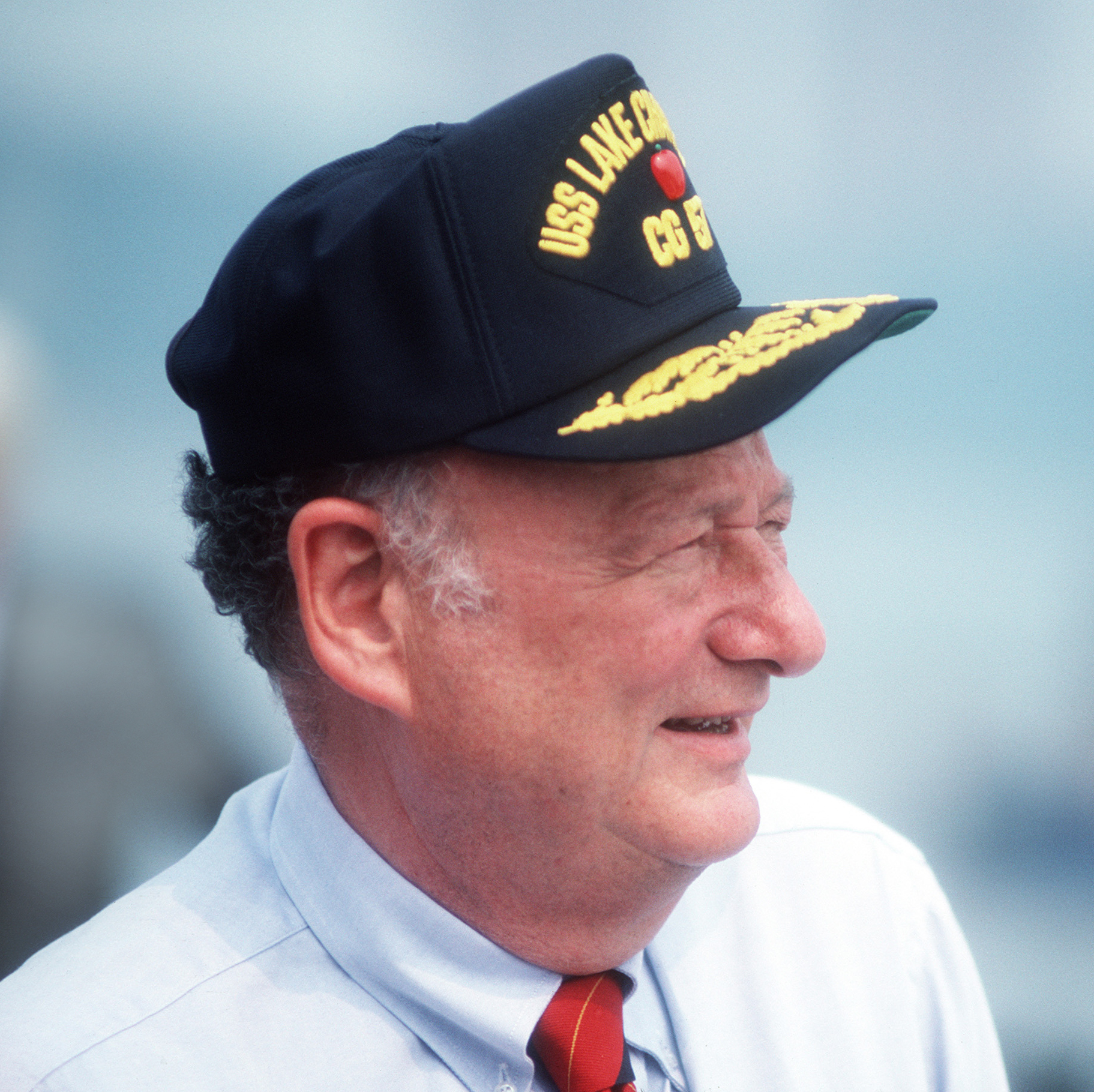
Ed Koch (1924–2013)

- Koch, Edeltraud (* 1954), deutsche Schwimmerin
- Koch, Edita (* 1954), deutsche Verlegerin der Zeitschrift „Exil“
- Koch, Eduard (1825–1876), deutscher Architekt und Eisenbahnbaumeister
- Koch, Eduard Emil (1809–1871), deutscher Theologe und Hymnologe
- Koch, Eduard Joseph, österreichischer Mediziner
- Koch, Egmont R. (* 1950), deutscher investigativer Filmjournalist und Buchautor
- Koch, Egon (* 1955), deutscher Autor, Hörfunkregisseur und Filmregisseur
- Koch, Ehrenreich Christoph (1714–1786), deutscher evangelischer Theologe und Geistlicher
- Koch, Ekhard (1902–2000), deutscher Jurist, Verwaltungsbeamter und Politiker
- Koch, Eleonore (1926–2018), deutschbrasilianische Malerin und Bildhauerin
- Koch, Elga (1928–2014), deutsche Weltumseglerin und Buchautorin
- Koch, Elisabeth (* 1949), deutsche Rechtswissenschaftlerin
- Koch, Elisabeth (* 1962), deutsche Kommunalpolitikerin (CSU)
- Koch, Elisabeth von (* 1974), deutsche Schauspielerin und Synchronsprecherin
- Koch, Elke (* 1970), deutsche Germanistin und Literaturwissenschaftlerin
- Koch, Elly (1916–2017), Schweizer Stickerin und Autorin
- Koch, Emil (1857–1921), deutscher Klassischer Philologe und Gymnasiallehrer
- Koch, Emil (1902–1975), deutscher Maler und Grafiker
- Koch, Emma (1860–1945), deutsche Pianistin und Musikpädagogin
- Koch, Engelbert (1918–1962), deutscher Fußball- und Tennisspieler
- Koch, Erduin Julius (1764–1834), deutscher Literaturhistoriker und Altphilologe
- Koch, Eric (1919–2018), kanadischer Rundfunkjournalist, Schriftsteller und Sozialwissenschaftler deutscher Herkunft
- Koch, Erich (1896–1986), deutscher Politiker (NSDAP), MdR, Gauleiter Ostpreußen (1928–1945) und Reichskommissar in der Ukraine (1941–1944)Erich Koch (1896–1986)

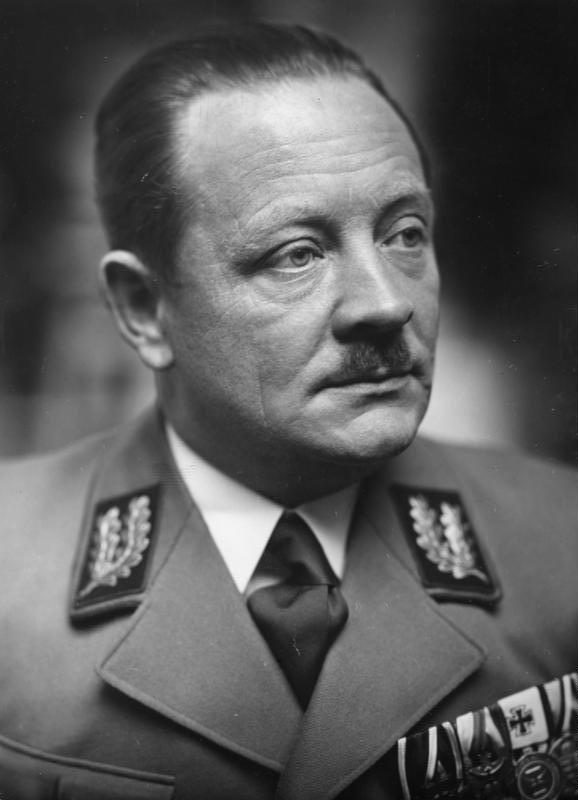
Erich Koch (1896–1986)

- Koch, Erich (* 1907), deutscher Fußballspieler
- Koch, Erich (1924–2014), deutscher Bildhauer und Hochschullehrer
- Koch, Erika (* 1933), deutsche Ehrenamtlerin
- Koch, Erland (1867–1945), deutscher Sportschütze
- Koch, Erland von (1910–2009), schwedischer Komponist und Professor
- Koch, Ernst (1755–1825), deutsch-österreichischer klassizistischer Architekt
- Koch, Ernst (1774–1844), Landtagsabgeordneter Großherzogtum Hessen
- Koch, Ernst (1808–1858), deutscher Autor und Jurist
- Koch, Ernst (1819–1894), deutscher Kammersänger (Tenor) und Musikpädagoge
- Koch, Ernst (1899–1973), deutscher Bibliothekar und Leiter der Bibliothek der Technischen Hochschule Dresden
- Koch, Ernst (* 1930), deutscher lutherischer Theologe
- Koch, Ernst-Christian (* 1968), deutscher Chemiker
- Koch, Ernst-Eckhard (1943–1988), deutscher Physiker
- Koch, Ernst-Jürgen (1923–2003), deutscher Weltumsegler, Buchautor und Maler
- Koch, Erwin (* 1956), Schweizer Journalist und Schriftsteller

#### Koch, F
- Koch, Fabian (* 1989), österreichischer Fußballspieler
- Koch, Fayer (* 1989), deutscher Dramatiker
- Koch, Felix (* 1969), deutscher Dirigent, Cellist und Professor für Alte Musik und Musikvermittlung
- Koch, Félix (* 1980), luxemburgischer Filmregisseur, Drehbuchautor und Grafikdesigner
- Koch, Ferdinand (1832–1904), deutscher Hüttenbesitzer und Politiker (NLP), MdR
- Koch, Ferdinand (1927–1990), deutscher Sänger (Tenor) und Musikpädagoge
- Koch, Florens (* 1990), deutscher Fußballtrainer
- Koch, Florian (* 1992), deutscher Basketballspieler
- Koch, Flury (* 1945), Schweizer Skilangläufer
- Koch, Franz (1888–1969), deutsch-österreichischer Germanist und Literaturhistoriker
- Koch, Franz (1898–1959), deutscher Kameramann
- Koch, Franz (* 1979), deutscher Manager
- Koch, Franz Edler von (1875–1965), bayerischer Politiker (CSU), Landrat des Landkreises Pfaffenhofen
- Koch, Franz Joseph (1875–1947), deutscher Lehrer und Autor
- Koch, Franz Leopold (1782–1850), deutscher Apotheker, Wohltäter, Begründer und Betreiber der ersten Badeanstalt in Orb
- Koch, Franziska (* 2000), deutsche RadrennfahrerinFranziska Koch (* 2000)

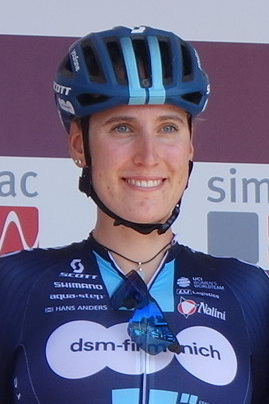
Franziska Koch (* 2000)

- Koch, Franziska Romana (1748–1796), deutsche Opernsängerin (Sopran), Tänzerin und Schauspielerin
- Koch, Fred C. (1900–1967), amerikanischer Chemiker und Unternehmer
- Koch, Freddy (1916–1980), dänischer Schauspieler
- Koch, Frédéric (1830–1890), französischer General der Infanterie
- Koch, Frederick (1937–2012), US-amerikanischer Physiker
- Koch, Frerich (1871–1951), deutscher Politiker (FDP), MdL
- Koch, Friedhelm (* 1937), deutscher Luftwaffenoffizier
- Koch, Friedrich (1769–1849), deutscher Pädagoge und Schulrat
- Koch, Friedrich (1775–1847), deutscher Unternehmer
- Koch, Friedrich (1786–1865), Apotheker und Erfinder der industriellen ChininherstellungFriedrich Koch (1786–1865)

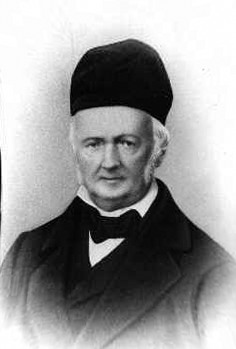
Friedrich Koch (1786–1865)

- Koch, Friedrich (1811–1895), deutscher Jurist und Politiker, Landtagsabgeordneter Waldeck
- Koch, Friedrich (1813–1872), deutscher Lehrer und Philologe
- Koch, Friedrich (1817–1894), deutscher Architekt, Baubeamter und Naturforscher
- Koch, Friedrich (1828–1922), deutscher Architekt und Publizist
- Koch, Friedrich (1838–1897), deutscher römisch-katholischer Geistlicher  und Mitglied des Preußischen Abgeordnetenhauses
- Koch, Friedrich (1859–1947), deutscher Kunstmaler
- Koch, Friedrich (1870–1938), deutscher Jurist und Politiker
- Koch, Friedrich (1936–2023), deutscher Pädagoge und Hochschullehrer
- Koch, Friedrich Adolf Christian (1835–1910), deutscher Apotheker und Abgeordneter
- Koch, Friedrich Carl Ludwig (1799–1852), deutscher Unternehmer
- Koch, Friedrich Ernst (1862–1927), deutscher Komponist und Musikpädagoge
- Koch, Friedrich Jakob (1769–1829), deutscher evangelischer Geistlicher
- Koch, Friedrich Lebrecht (1761–1837), deutscher evangelischer Geistlicher
- Koch, Friedrich-Wilhelm (1913–1995), deutscher Chirurg und ärztlicher Standespolitiker
- Koch, Fritz (* 1845), deutscher Gutsbesitzer und Politiker (DFP), MdR
- Koch, Fritz (1880–1968), deutscher Verwaltungsjurist und Kulturpolitiker
- Koch, Fritz (1896–1967), deutscher Jurist und Politiker (SPD); bayerischer Staatsminister
- Koch, Fritz (1910–1990), deutscher Politiker (SED), Diplomat und Außenhandelsfunktionär
- Koch, Fritz (* 1951), deutscher Zeichner und Maler
- Koch, Fritz (* 1956), österreichischer Skispringer und Nordischer Kombinierer
- Koch, Fritz Erich (1887–1966), deutscher Rechtswissenschaftler

#### Koch, G
- Koch, Gaetano (1849–1910), italienischer Architekt des Historismus
- Koch, Gebhard (1928–2013), deutscher Molekularbiologe und Genetiker
- Koch, Georg (1819–1899), deutscher Maler, Zeichner und Lithograf; Professor
- Koch, Georg (1857–1927), deutscher Maler, Illustrator und Lithograph
- Koch, Georg (1872–1957), deutscher evangelischer Pfarrer, Volkskundler, Bibliothekar und Hochschullehrer
- Koch, Georg (* 1972), deutscher Fußballspieler und -trainerGeorg Koch (* 1972)

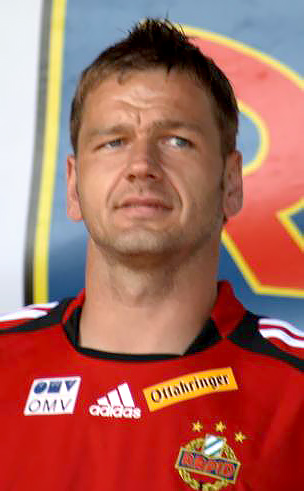
Georg Koch (* 1972)

- Koch, Georg Aenotheus (1802–1879), deutscher Klassischer Philologe und Gymnasiallehrer
- Koch, Georg August (1883–1963), deutscher Schauspieler
- Koch, Georg Friedrich (1808–1874), pfälzischer Botaniker, Mediziner und Naturwissenschaftler
- Koch, Georg Heinrich (1770–1846), nassauischer Politiker
- Koch, Georg-Friedrich (1920–1994), deutscher Kunsthistoriker
- Koch, Gérard (1926–2014), deutsch-französischer Bildhauer
- Koch, Gerd (1922–2005), deutscher Kulturanthropologe
- Koch, Gerd (* 1941), deutscher Theaterpädagoge und Publizist
- Koch, Gerhard (1906–1983), deutscher Jurist, Finanzbeamter und Politiker (SPD), MdL, MdB, MdEP
- Koch, Gerhard (1913–1999), deutscher Neurologe und Genetiker
- Koch, Gerhard (1935–2010), deutscher Autorennfahrer
- Koch, Gerhard (1945–1999), deutscher Kommunalpolitiker
- Koch, Gerhard Halfred von (1872–1948), schwedischer liberaler Sozialpolitiker
- Koch, Gerhard R. (* 1939), deutscher Journalist, Musikkritiker und Publizist
- Koch, Gerrit (* 1969), deutscher Jurist und Politiker (FDP), MdL
- Koch, Gertraud (* 1964), deutsche Anthropologin
- Koch, Gertrud (1924–2016), deutsche Widerstandskämpferin gegen den NationalsozialismusGertrud Koch (1924–2016)

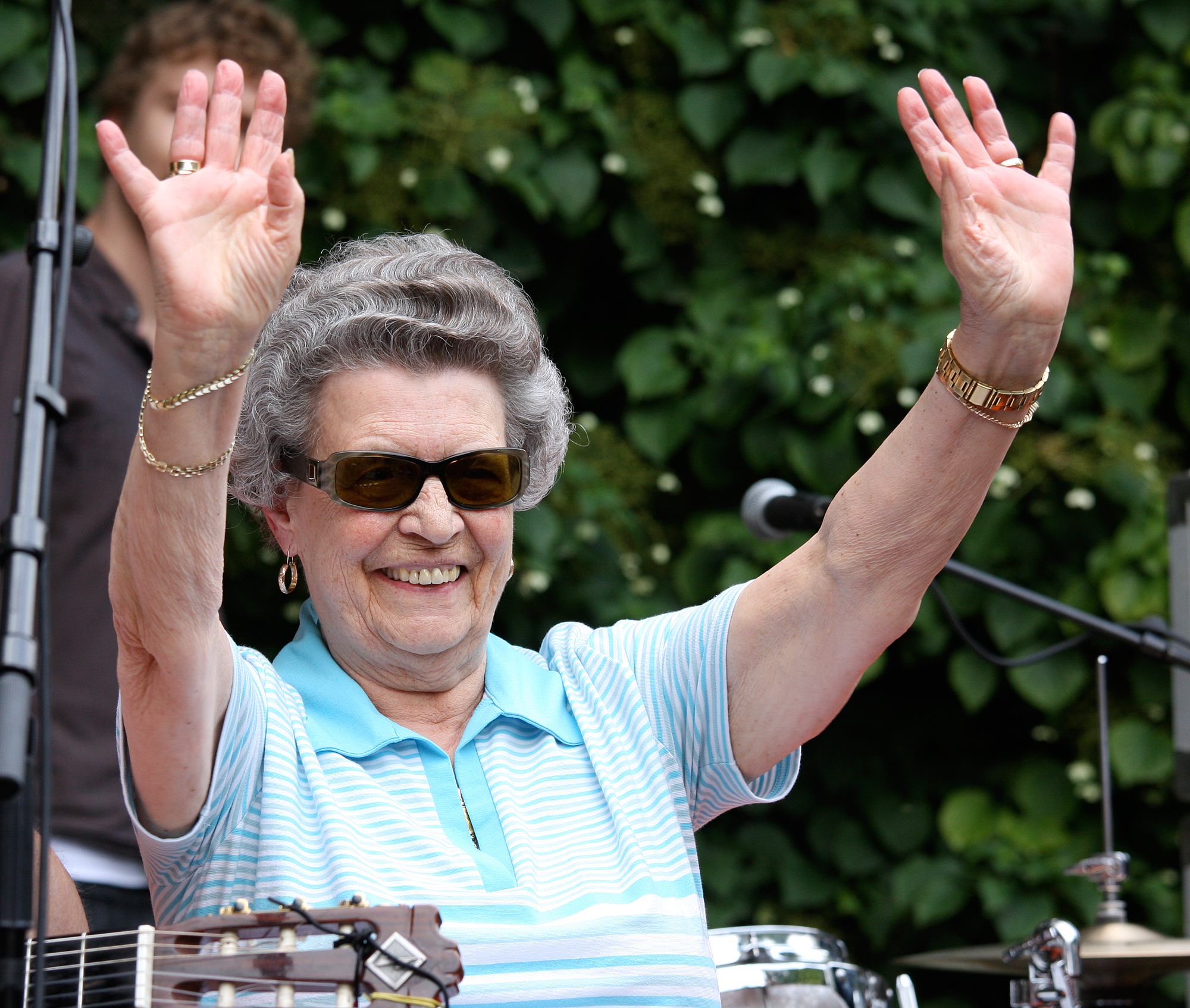
Gertrud Koch (1924–2016)

- Koch, Gertrud (* 1949), deutsche Filmwissenschaftlerin
- Koch, Greg (* 1966), US-amerikanischer E-Gitarrist
- Koch, Gregor (1747–1816), Schweizer Benediktinermönch, Abt des Klosters Muri
- Koch, Günter (1931–2020), deutscher römisch-katholischer Theologe
- Koch, Günter (* 1947), deutscher Informatiker, Unternehmensberater, Forschungsmanager und Projektentwickler
- Koch, Günther (* 1941), deutscher Hörfunkreporter
- Koch, Guntram (* 1941), deutscher Klassischer und Christlicher Archäologe
- Koch, Gustav (1795–1862), deutscher Jurist und Stadtrat
- Koch, Gustav (1895–1975), deutscher Landwirt und Politiker (DVP, DNVP), MdL
- Koch, Gustav Adolf (1846–1921), österreichischer Geologe

#### Koch, H
- Koch, H. Hellmut (1944–2010), deutscher Internist und Endokrinologe
- Koch, Hadrian W. (* 1944), deutscher Ordensgeistlicher und römisch-katholischer Theologe
- Koch, Hagen (* 1940), deutscher Beauftragter für den Abriss der Berliner Mauer
- Koch, Hanne, deutsche Fußballspielerin
- Koch, Hannelore (* 1951), deutsche Schauspielerin
- Koch, Hannes (1935–1994), deutscher Leichtathlet
- Koch, Hannes (* 1961), freiberuflich arbeitender deutscher Wirtschaftskorrespondent und Buchautor
- Koch, Hannes (* 1973), Schweizer Politiker (Grüne)
- Koch, Hannsjoachim W. (* 1933), britischer Historiker deutscher Herkunft
- Koch, Hans (1860–1913), deutscher Verwaltungsjurist
- Koch, Hans (1861–1945), deutscher Altphilologe und Gymnasiallehrer
- Koch, Hans (1876–1939), deutscher Kunstmaler
- Koch, Hans (1881–1952), deutscher Arzt, Galerist, Kunstsammler und Schriftsteller
- Koch, Hans (1893–1945), deutscher Jurist, Widerstandskämpfer
- Koch, Hans (1894–1959), deutscher Theologe, Osteuropahistoriker und Offizier des NachrichtendienstesHans Koch (1894–1959)

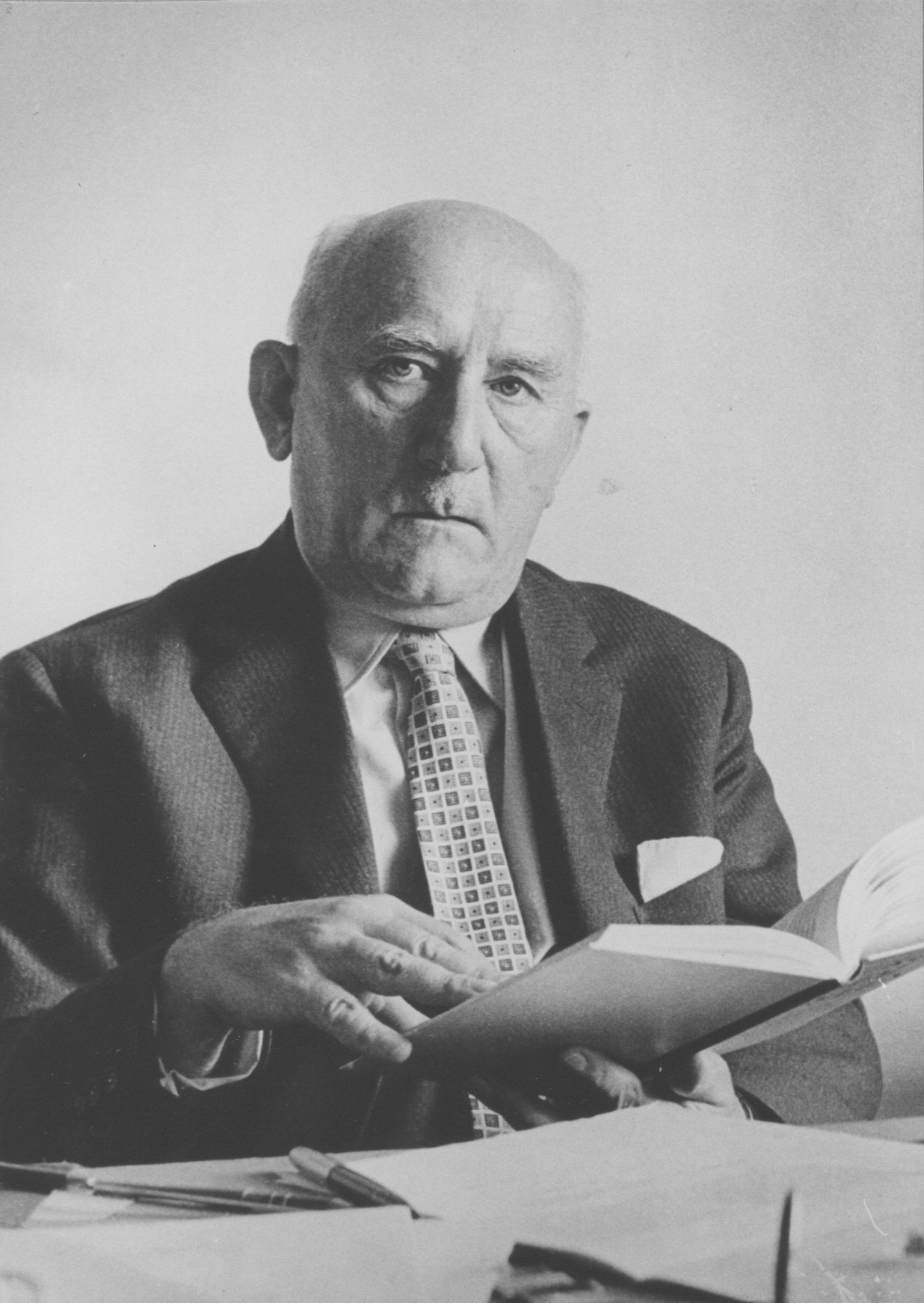
Hans Koch (1894–1959)

- Koch, Hans (1897–1995), deutscher Erfinder, Unternehmer sowie Mitgründer einer anarchistisch-kommunistischen Kommune
- Koch, Hans (1898–1989), deutscher Gymnasiallehrer
- Koch, Hans (1911–1995), deutscher Landes- und Kommunalpolitiker (FDP)
- Koch, Hans (1912–1955), deutscher Kriegsverbrecher und Angehöriger der Lager-SS im KZ Auschwitz
- Koch, Hans (1927–1986), deutscher Politiker (SED), MdV, Kulturwissenschaftler und Kulturfunktionär
- Koch, Hans (1930–1979), deutscher Parteifunktionär (CDU der DDR)
- Koch, Hans (* 1948), Schweizer Holzbläser und Komponist
- Koch, Hans Georg (1941–2005), deutscher Musiker und Komponist
- Koch, Hans Georg (* 1945), deutscher Regierungssprecher und Ministerialdirigent
- Koch, Hans Jürgen (1934–2014), deutscher Autor und Redakteur
- Koch, Hans-Albrecht (* 1946), deutscher Germanist, Literaturwissenschaftler und Bibliothekar
- Koch, Hans-Dieter (1929–1979), deutscher Agrarwissenschaftler
- Koch, Hans-Dieter (1944–2017), deutscher Fußballspieler
- Koch, Hans-Gerd (* 1954), deutscher Literaturwissenschaftler
- Koch, Hans-Hinrich (* 1970), deutscher Film- und Fernsehproduzent
- Koch, Hans-Joachim (* 1944), deutscher Rechtswissenschaftler
- Koch, Hans-Jörg (* 1931), deutscher Amtsgerichtsdirektor, Hochschullehrer und Schriftsteller
- Koch, Hans-Jürgen (1948–2008), deutscher Finanzmakler
- Koch, Hans-Karl (1897–1934), deutscher Politiker (NSDAP), MdR
- Koch, Hans-Reinhard (1902–1997), deutscher Verwaltungsjurist und VAC-Funktionär
- Koch, Hans-Reinhard (1929–2018), emeritierter Weihbischof in Erfurt
- Koch, Hans-Reinhard (* 1941), deutscher Augenarzt und Verleger
- Koch, Hans-Werner (* 1948), deutscher Politiker (SPD)
- Koch, Harald (1907–1992), deutscher Politiker (SPD), MdL, MdB
- Koch, Harald (* 1943), deutscher Jurist und Hochschullehrer
- Koch, Harald (* 1954), deutscher Politiker (Die Linke, BSW), MdB
- Koch, Harald (* 1969), österreichischer Badmintonspieler
- Koch, Harry (1930–2012), Schweizer Fussballspieler
- Koch, Harry (* 1969), deutscher Fußballspieler und -trainer
- Koch, Heidemarie (1943–2022), deutsche Iranistin
- Koch, Heiner (* 1954), deutscher Geistlicher, römisch-katholischer Erzbischof von BerlinHeiner Koch (* 1954)

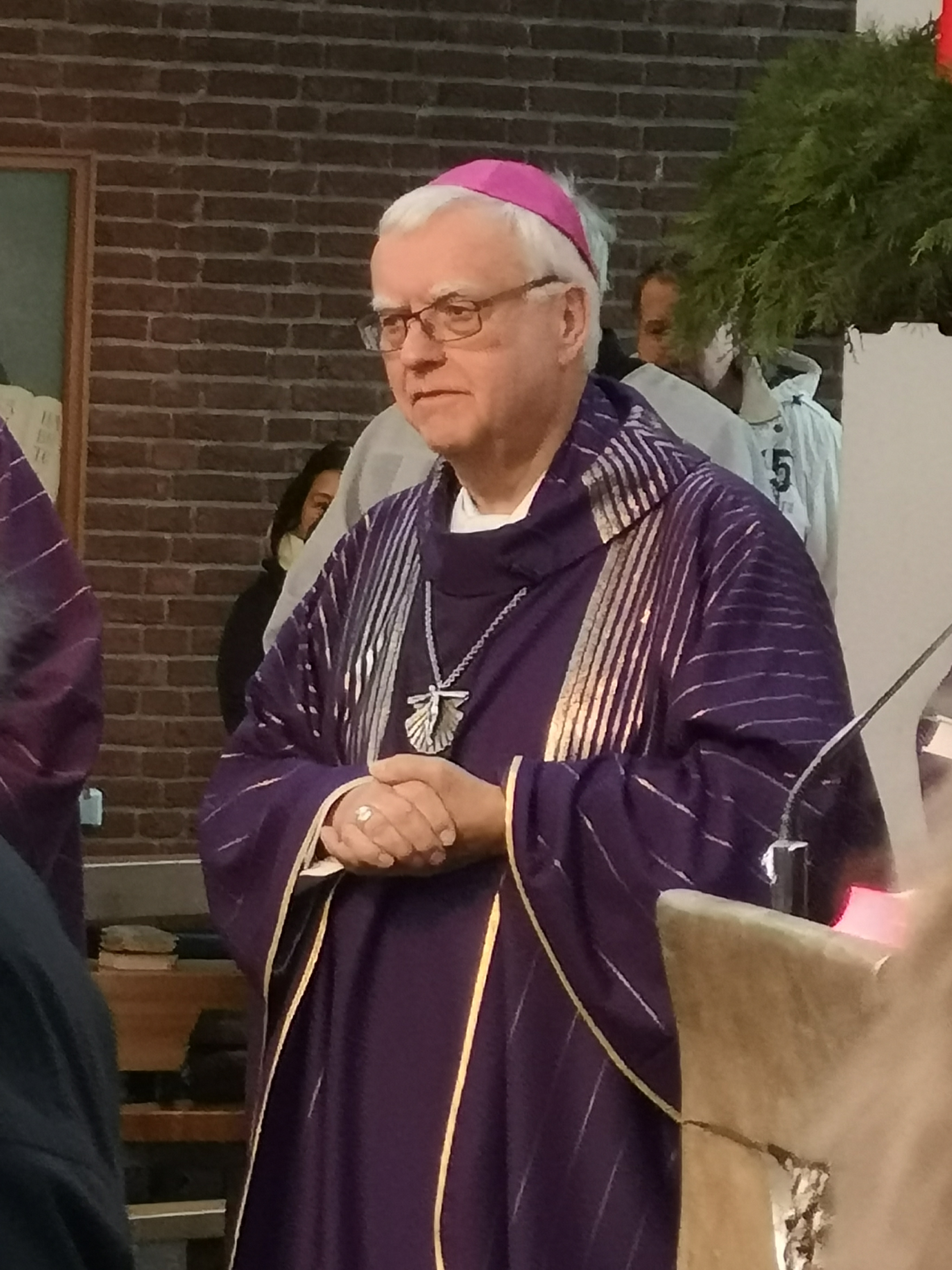
Heiner Koch (* 1954)

- Koch, Heinrich (1781–1861), österreichischer Architekt und Kunsthandwerker
- Koch, Heinrich (1806–1893), deutscher Landschaftsmaler der Düsseldorfer Schule und Fotograf
- Koch, Heinrich (1811–1870), Bürgermeister und Mitglied der kurhessischen Ständeversammlung
- Koch, Heinrich (1829–1866), deutscher Mechaniker und Unternehmer
- Koch, Heinrich (1873–1945), deutscher Architekt und sächsischer Baubeamter
- Koch, Heinrich (1896–1934), tschechisch-deutscher Fotograf und Pädagoge
- Koch, Heinrich (1911–2006), deutscher Theaterregisseur
- Koch, Heinrich (* 1962), deutscher Politiker (AfD), Bundestagsabgeordneter
- Koch, Heinrich Andreas († 1766), deutscher Jurist und braunschweigischer Landeshistoriker
- Koch, Heinrich Christoph (1749–1816), deutscher Musiktheoretiker und -lexikograph
- Koch, Heinrich Gottfried (1703–1775), deutscher Schauspieler und Theaterunternehmer
- Koch, Heinrich Theodor (1822–1898), deutscher Jurist und Politiker, MdR, MdL (Königreich Sachsen)
- Koch, Heinz (1929–2005), prägende Persönlichkeit der Mombacher und der Mainzer Fastnacht
- Koch, Heinz (1930–2000), deutscher Badmintonspieler
- Koch, Heinz (* 1947), deutscher Fußballspieler
- Koch, Heinz (* 1949), deutscher Fußballspieler
- Koch, Heinz (* 1961), österreichischer Skispringer und Skisprungtrainer
- Koch, Helena (* 1989), estnische Kinderbuchautorin und Literaturkritikerin
- Koch, Helga (* 1942), deutsche Florettfechterin
- Koch, Helge von (1870–1924), schwedischer Mathematiker
- Koch, Helmut (1908–1975), deutscher Dirigent und Chorleiter
- Koch, Helmut (1919–2015), deutscher Betriebswirt
- Koch, Helmut (1922–2024), deutscher Politiker (SED)
- Koch, Helmut (1932–2024), deutscher Mathematiker
- Koch, Helmut H. (* 1941), deutscher Literaturwissenschaftler
- Koch, Helmuth Andreas (1889–1963), deutscher Verwaltungsjurist und Politiker (DNVP, CDU), MdL
- Koch, Henny (1854–1925), deutsche Jugendbuchautorin und ÜbersetzerinHenny Koch (1854–1925)

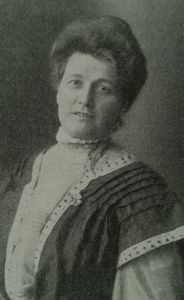
Henny Koch (1854–1925)

- Koch, Henri (1904–1954), luxemburgischer Bobfahrer
- Koch, Henriette († 1828), deutsche Theaterschauspielerin
- Koch, Henrik (* 2006), deutscher Fußballspieler
- Koch, Henry (1832–1888), deutsch-britischer, zum Schluss staatenloser Unternehmer und Industrieller
- Koch, Henry (1891–1977), deutscher Marineoffizier und Wehrwirtschaftsbeamter
- Koch, Herbert (1880–1962), deutscher Klassischer Archäologe
- Koch, Herbert (1882–1968), österreichischer Pädiater und Hochschullehrer
- Koch, Herbert (1886–1982), deutscher Pädagoge, Romanist und Lokalhistoriker
- Koch, Herbert (1904–1967), deutscher Chemiker
- Koch, Herbert (* 1941), österreichischer Manager
- Koch, Herbert (1942–2022), deutscher evangelischer Theologe und Sachbuch-Autor
- Koch, Herbert (* 1962), deutscher Mathematiker
- Koch, Heribert (* 1961), deutscher Pianist und Dozent
- Koch, Herman (* 1953), niederländischer Schriftsteller, Kolumnist und SchauspielerHerman Koch (* 1953)

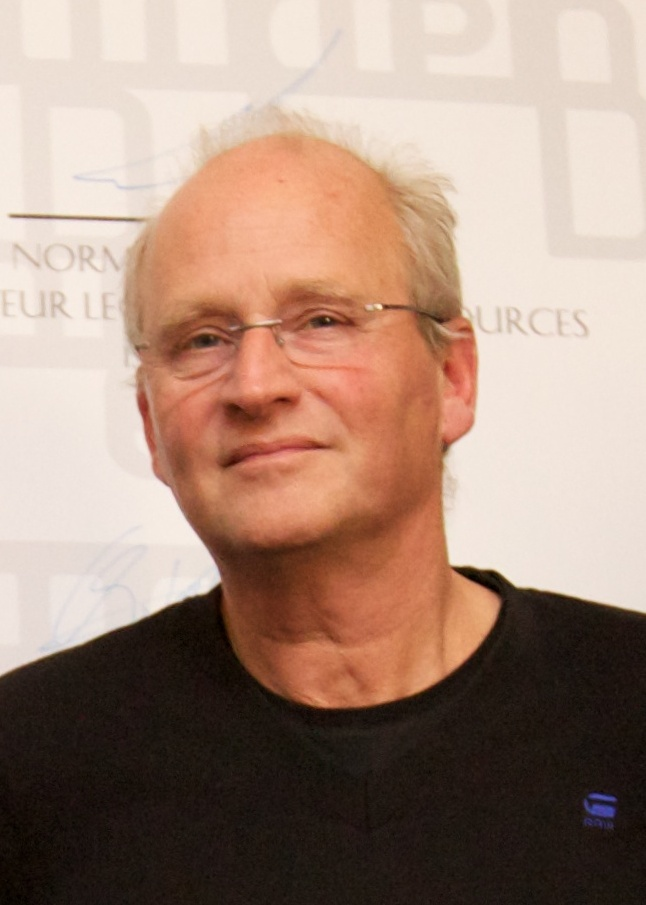
Herman Koch (* 1953)

- Koch, Hermann (1814–1877), deutscher Geheimer Bergrat beim Oberbergamt Clausthal und Vater des Mediziners und Nobelpreisträgers Robert Koch
- Koch, Hermann (1814–1902), deutscher Bankier
- Koch, Hermann (1856–1939), deutscher Maler
- Koch, Hermann (1882–1957), deutsch-estnischer Politiker, Mitglied des Riigikogu
- Koch, Hermann (1899–1984), deutscher Möbelfabrikant und Politiker (CDU), MdB
- Koch, Hermann (1920–2002), deutscher Funktionär der Arbeiterwohlfahrt
- Koch, Hermann (1920–1997), deutscher Maler, Bildhauer und Grafiker
- Koch, Hermann (1924–2016), deutscher Religionspädagoge und Schriftsteller
- Koch, Hermann Adolf (1829–1876), deutscher Gymnasialprofessor und Altphilologe
- Koch, Hilde (* 1896), deutsche Malerin und Illustratorin
- Koch, Hildegard (1871–1923), deutsche Malerin
- Koch, Hilka (1938–2020), deutsche Autorin
- Koch, Holger (* 1955), deutscher Maler und Grafiker
- Koch, Horst (1942–2019), deutscher Fußballspieler
- Koch, Horst (1943–2009), deutscher Sänger und Liedermacher
- Koch, Horst-Günther (1911–1981), deutscher Meteorologe
- Koch, Howard (1901–1995), amerikanischer Drehbuchautor
- Koch, Howard W. (1916–2001), US-amerikanischer Filmproduzent und Filmregisseur
- Koch, Hubert (* 1932), deutscher Kunstglasbläser und Glaskünstler
- Koch, Hubert (* 1950), deutscher Berater und Lobbyist
- Koch, Hubertus (* 1989), deutscher Journalist, Filmemacher und Autor
- Koch, Hugo (1843–1921), deutscher Architekt, preußischer Baubeamter und Hochschullehrer
- Koch, Hugo (1845–1932), deutscher Berg- und Hüttenmann
- Koch, Hugo (1869–1940), deutscher katholischer Theologe und Kirchenhistoriker
- Koch, Hugo (1883–1964), deutscher Architekt und Gartengestalter
- Koch, Hugo Alexander (1870–1928), niederländischer Erfinder und Kryptologe

#### Koch, I
- Koch, Ilse (1906–1967), deutsche Frau des Kommandanten des KZ Buchenwald, Karl Otto KochIlse Koch (1906–1967)

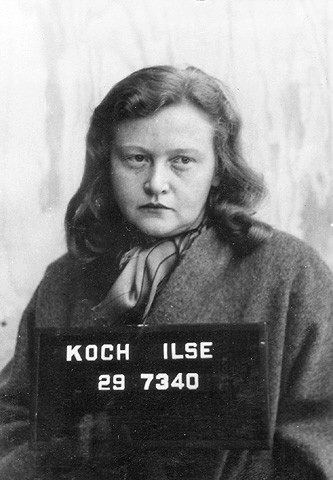
Ilse Koch (1906–1967)

- Koch, Ines (* 1971), österreichische Politikerin (ÖVP), Landtagsabgeordnete und Gemeinderätin
- Koch, Inge, deutsche Eiskunstläuferin
- Koch, Ingmar, deutscher Musiker, Labelbetreiber, Videokünstler und Live-Act

#### Koch, J
- Koch, Jacob († 1638), deutscher Mediziner und kursächsischer Leibarzt
- Koch, Jakob (1744–1822), erster Pfarrer der Toleranzgemeinde Wallern an der Trattnach
- Koch, Jakob (1870–1918), deutscher Ringer
- Koch, Jakob Ernst (1797–1856), österreichischer Senior und Superintendent-Stellvertreter der evangelischen Kirche
- Koch, Jakob Ernst (1836–1907), österreichischer Superintendent der evangelischen Kirche
- Koch, Jakob Ernst (1865–1947), österreichischer Superintendent der evangelischen Kirche
- Koch, Jakob Ernst (1897–1966), österreichischer Pfarrer der evangelischen Kirche, Landtagsabgeordneter im Ständestaat
- Koch, Jakob Heinrich (1895–1963), deutscher Ingenieur
- Koch, Jakob Mathias (1900–1945), deutscher politischer Häftling des Nationalsozialismus
- Koch, Jan (* 1980), deutscher Singer-Songwriter
- Koch, Jan (* 1995), deutsch-tschechischer Fußballspieler
- Koch, Jaroslav (1910–1979), tschechischer Psychologe
- Koch, Jason M., US-amerikanischer Filmregisseur und Special-Effects-Künstler
- Koch, Jean, deutscher Fußballtorhüter
- Koch, Jens (* 1971), deutscher Jurist und Hochschullehrer
- Koch, Jens (* 1971), deutscher Jurist und Verwaltungsbeamter
- Koch, Joachim (* 1939), deutscher Allgemeinarzt und ärztlicher Standespolitiker
- Koch, Joachim (* 1949), deutscher Bildhauer
- Koch, Joachim (* 1952), deutscher Rechtsanwalt und Politiker (PDS), MdL
- Koch, Joachim (1954–2008), deutscher Sozialphilosoph, Autor und Herausgeber des Philosophie portals "philosophers today"
- Koch, Jobst Heinrich, sächsischer Beamter
- Koch, Johan (* 1990), dänischer Handballspieler
- Koch, Johan Peter (1870–1928), dänischer Offizier, Kartograf und Polarforscher
- Koch, Johann († 1487), Buchdrucker in Basel
- Koch, Johann († 1687), deutscher Kaufmann und Bürgermeister der Stadt Brilon
- Koch, Johann (1873–1937), deutscher Politiker (Zentrum), MdR
- Koch, Johann Baptist (1833–1898), deutscher Glockengießer
- Koch, Johann Baptist von (1733–1780), k.k Feldmarschall-Lieutenant, zuletzt Gouverneur von Ostende, Inhaber des Infanterie-Regiments No.17, Herr auf Taikowitz
- Koch, Johann Christian (1680–1742), Medailleur
- Koch, Johann Christian von (1754–1807), deutscher Jurist und Richter am Wismarer Tribunal
- Koch, Johann Christoph (1732–1808), deutscher Rechtswissenschaftler und Hochschullehrer
- Koch, Johann Daniel (1742–1829), deutscher Jurist und Hamburger Bürgermeister (1821–1829)
- Koch, Johann Franz Ludwig (1791–1850), deutscher Jurist, Autor und Politiker
- Koch, Johann Friedrich Wilhelm (1759–1831), deutscher evangelischer Geistlicher und Botaniker
- Koch, Johann Georg (1952–2007), deutscher Jurist und Präsident des Bayerischen Landeskriminalamtes
- Koch, Johann Hermann (1795–1862), Politiker und Minister im Kurfürstentum Hessen
- Koch, Johann Jacob, Bäckermeister und Kommunalpolitiker
- Koch, Johann Jakob (1740–1805), deutscher Bürgermeister
- Koch, Johann Ludwig (1772–1853), deutscher Geistlicher, Kirchenrechtler und Bibliothekar
- Koch, Johann Sebastian (1689–1757), deutscher Sänger
- Koch, Johann von (1850–1915), deutsch-böhmischer Architekt, deutsch-baltischer Architekt und Hochschullehrer
- Koch, Johanna (1866–1951), deutsche Malerin und Bildhauerin
- Koch, Johannes, deutscher Schlagzeuger und Komponist
- Koch, Johannes (1763–1843), Lazarist und Rektor der Ruprecht-Karls-Universität
- Koch, Johannes (1849–1923), deutscher Gutsbesitzer, Mitglied des Provinziallandtages der Provinz Hessen-Nassau
- Koch, Johannes H. E. (1918–2013), deutscher Komponist, Kirchenmusiker und Kirchenmusikdirektor
- Koch, John (1850–1934), deutscher Literaturforscher
- Koch, John Ralph (1898–1989), US-amerikanischer Chemiker
- Koch, Jonas (* 1993), deutscher RadrennfahrerJonas Koch (* 1993)

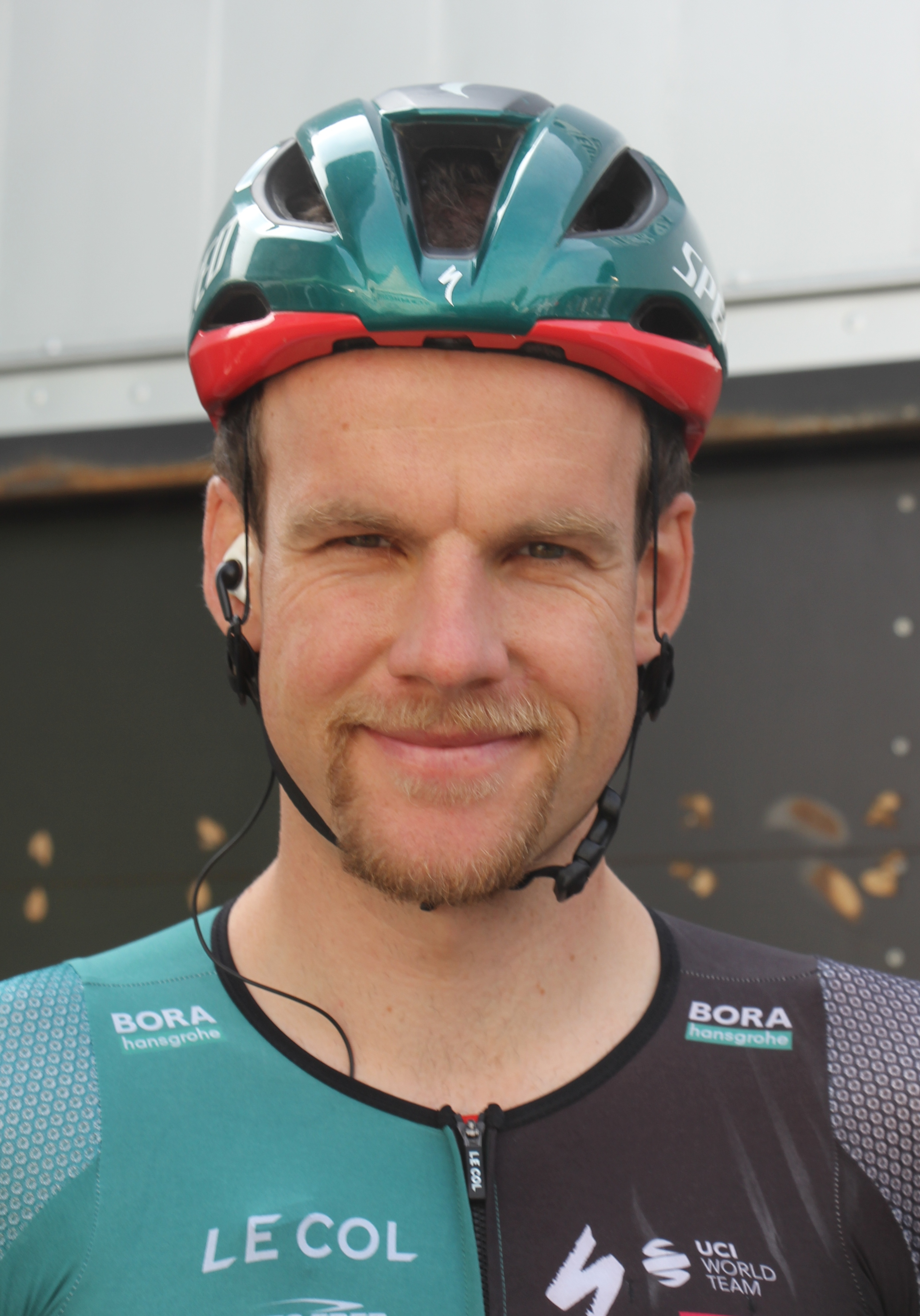
Jonas Koch (* 1993)

- Koch, Jonathan (* 1985), deutscher Ruderer
- Koch, Jörg (* 1968), deutscher Historiker
- Koch, Josef (1780–1814), österreichischer Baumeister
- Koch, Josef (1881–1963), deutscher Politiker und Oberbürgermeister
- Koch, Josef (1885–1967), deutscher Philosophiehistoriker und katholischer Theologe
- Koch, Josef (1895–1983), deutscher Arzt
- Koch, Josef (1933–2021), deutscher Kieferchirurg, Zahnmediziner und Allgemeinmediziner
- Koch, Josef Friedrich (1838–1929), evangelischer Pfarrer und Superintendent
- Koch, Joseph (1873–1934), deutscher Architekt
- Koch, Joseph Anton (1768–1839), österreichischer Maler der Biedermeierzeit
- Koch, Josephine (1815–1899), Nonne und Ordensgründerin
- Koch, Jula (1928–1990), österreichischer Musiker
- Koch, Julia (* 1980), österreichische SchauspielerinJulia Koch (* 1980)

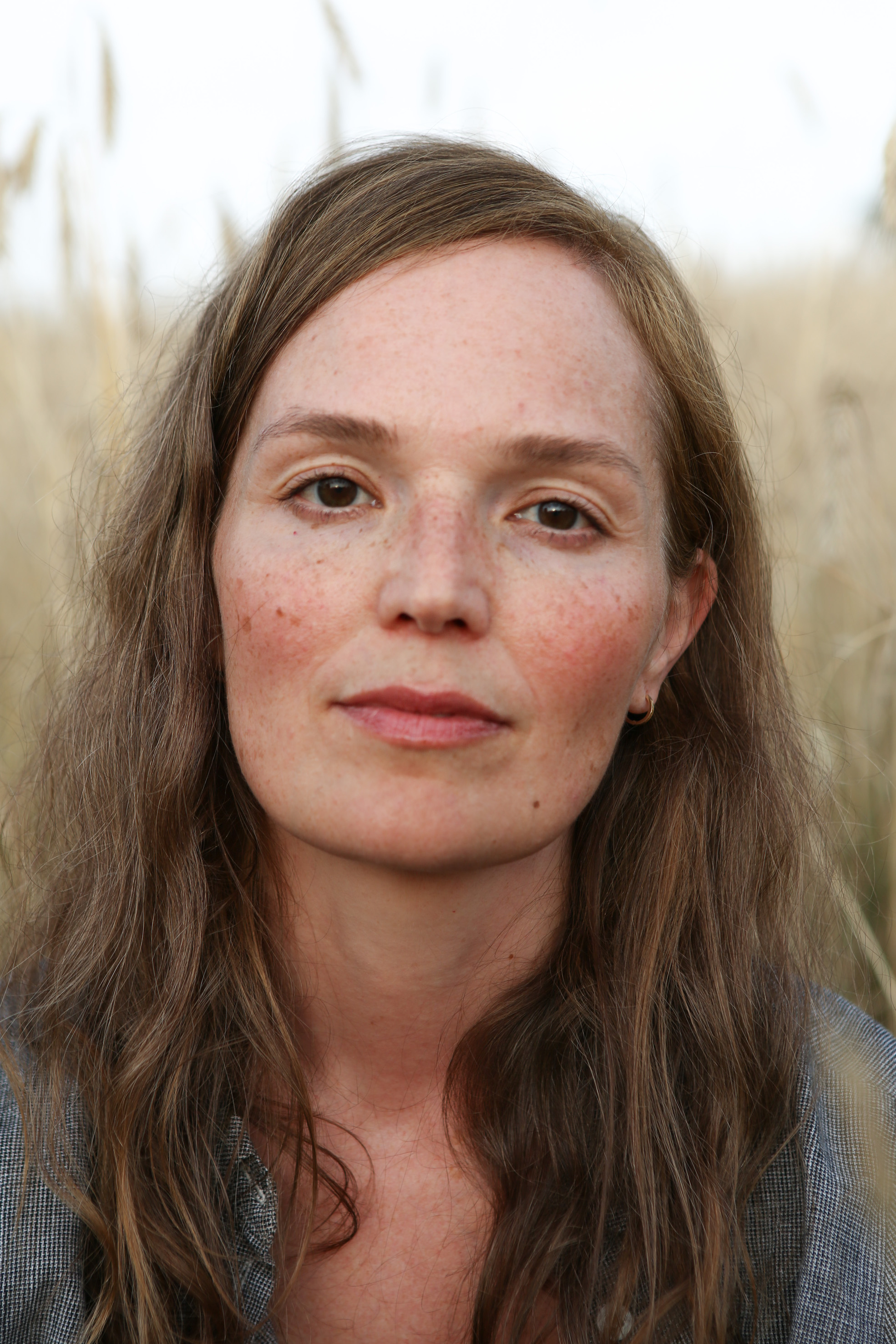
Julia Koch (* 1980)

- Koch, Julia Flesher (* 1962), US-amerikanische Milliardärin, Witwe von David H. Koch
- Koch, Julian (* 1990), deutscher Fußballspieler
- Koch, Juliane Caroline (1758–1783), deutsche Opernsängerin (Sopran) und Pianistin
- Koch, Julius (1816–1895), deutscher Hof-Früchtehändler und Getreidehändler
- Koch, Julius (1865–1936), deutscher Theologe und Politiker (DNVP), MdL
- Koch, Julius (1867–1934), deutscher Gewerkschafter und Politiker (SPD), MdL
- Koch, Julius (1870–1948), deutscher Kaufmann und Schriftsteller
- Koch, Julius (1881–1951), Münchner Polizeipräsident
- Koch, Julius (1882–1952), deutscher Maler und Graphiker
- Koch, Julius (1912–1991), deutscher Önologe und Lebensmittelchemiker
- Koch, Julius Arnold (1864–1956), deutsch-amerikanischer Chemiker
- Koch, Julius August (1752–1817), deutscher Arzt und Astronom
- Koch, Julius Christian (1792–1860), deutscher Theaterschauspieler
- Koch, Julius Ludwig August (1841–1908), deutscher Psychiater
- Koch, Jürgen (1942–2019), deutscher Fußballspieler
- Koch, Jürgen (* 1963), deutscher Koch
- Koch, Jürgen (* 1973), österreichischer Badmintonspieler
- Koch, Jurij (* 1936), sorbischer Schriftsteller
- Koch, Justus (1891–1962), deutscher Rechtsanwalt und Notar

#### Koch, K
- Koch, Kai (* 1986), deutscher Musikpädagoge, Hochschullehrer, Organist und Chorleiter
- Koch, Kalju (* 1941), estnischer Radrennfahrer
- Koch, Karin, Schweizer Filmproduzentin
- Koch, Karl (1875–1964), deutscher Lehrer, Botaniker und Naturschützer
- Koch, Karl (1876–1951), deutscher Theologe und Politiker (DNVP), MdR
- Koch, Karl (1887–1971), österreichischer Komponist, Chorleiter und Musiklehrer
- Koch, Karl (1910–1944), deutscher Radsportler
- Koch, Karl (* 1965), deutscher HackerKarl Koch (* 1965)

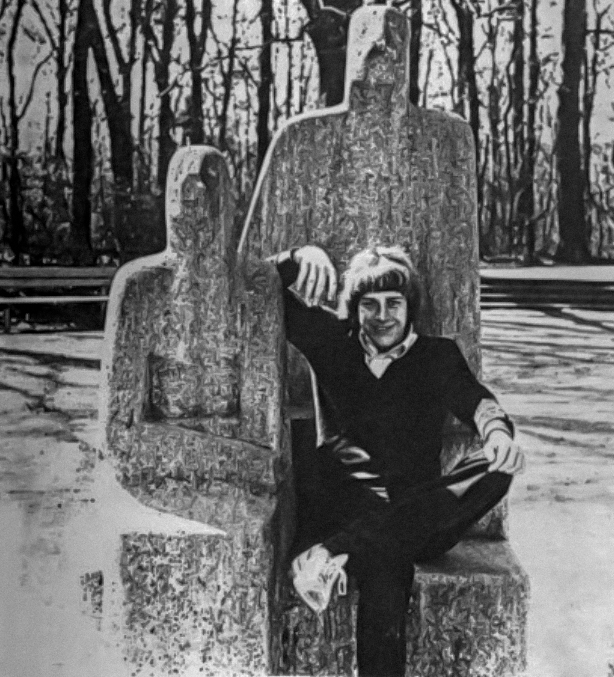
Karl Koch (* 1965)

- Koch, Karl Friedrich (1802–1865), deutscher evangelischer Pfarrer und Mitglied der Zweiten Kammer der Landstände des Herzogtums Nassau
- Koch, Karl Friedrich Wilhelm (1830–1889), deutscher Lehrer und Politiker (DFP), MdR
- Koch, Karl Georg (1785–1847), deutscher Landrat, Landtagskommissar in der Kurhessischen Ständeversammlung
- Koch, Karl Heinrich (1809–1879), deutscher Botaniker
- Koch, Karl O. (1911–1982), deutscher Musikmanager, Produzent und Opernregisseur
- Koch, Karl Otto (1897–1945), deutscher SS-Standartenführer und Lagerkommandant des KZ Buchenwald
- Koch, Karl Richard von (1852–1924), deutscher Physiker und Meteorologe
- Koch, Karl-Erich (1910–2000), deutscher Maler und Grafiker
- Koch, Karl-Heinz (1924–2007), deutscher Jurist und Politiker (CDU), MdL, hessischer StaatsministerKarl-Heinz Koch (1924–2007)

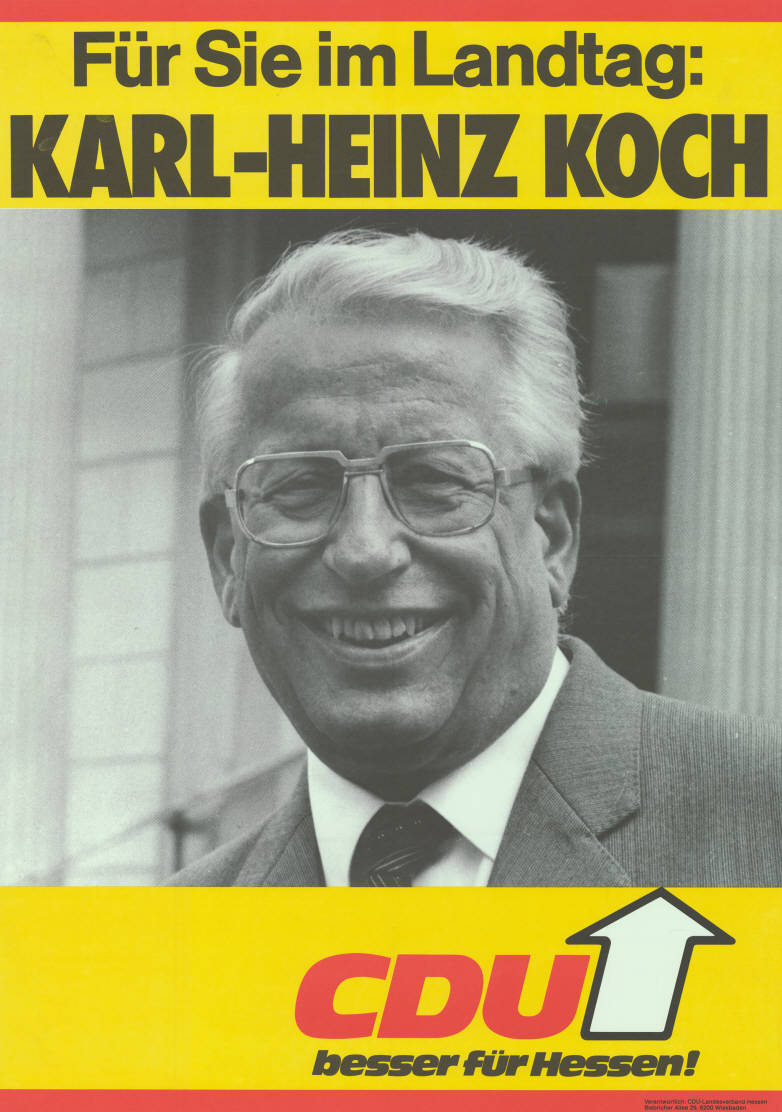
Karl-Heinz Koch (1924–2007)

- Koch, Karl-Josef (1897–1958), deutscher Politiker (Zentrum), MdL
- Koch, Karl-Rudolf (* 1935), deutscher Geodät
- Koch, Károly (1885–1932), ungarischer Ruderer
- Koch, Kaspar (1742–1805), Priester und Verfasser von philosophischen Pamphleten
- Koch, Kathrin, deutsche Opern-, Lied-, Oratorien- und Konzertsängerin in der Stimmlage Mezzosopran und Alt
- Koch, Katja (* 1970), deutsche Pädagogin und Hochschullehrerin
- Koch, Katja (* 1970), deutsche Schulpädagogin und Hochschullehrerin
- Koch, Katja (* 1974), deutsche Juristin, Rechtsanwältin und Richterin
- Koch, Klaus (1925–1995), deutscher Biologielehrer und Entomologe
- Koch, Klaus (1926–2019), deutscher evangelischer Alttestamentler
- Koch, Klaus (1936–2000), deutscher Jazzmusiker, Kontrabassist
- Koch, Klaus (* 1963), deutscher Medizinjournalist
- Koch, Klaus D. (* 1948), deutscher Chirurg und Aphoristiker
- Koch, Klaus-Peter (* 1939), deutscher Musikwissenschaftler
- Koch, Knut (* 1941), deutscher Autor und Schauspieler
- Koch, Konrad (1846–1911), deutscher Pädagoge, Erfinder des Fußballspiels in Deutschland
- Koch, Konrad (1934–1994), deutscher Orgelbauer
- Koch, Konrad Albert (1869–1945), deutscher Kunstmaler und Burgenforscher
- Koch, Krischan (* 1953), deutscher Schriftsteller und Journalist
- Koch, Kristine (* 2002), deutsche Schwimmerin der Special Olympics
- Koch, Kurt (1919–2000), deutscher Fußballtrainer
- Koch, Kurt (* 1950), Schweizer Theologe, Kurienkardinal der römisch-katholischen Kirche und ehemaliger Bischof von BaselKurt Koch (* 1950)

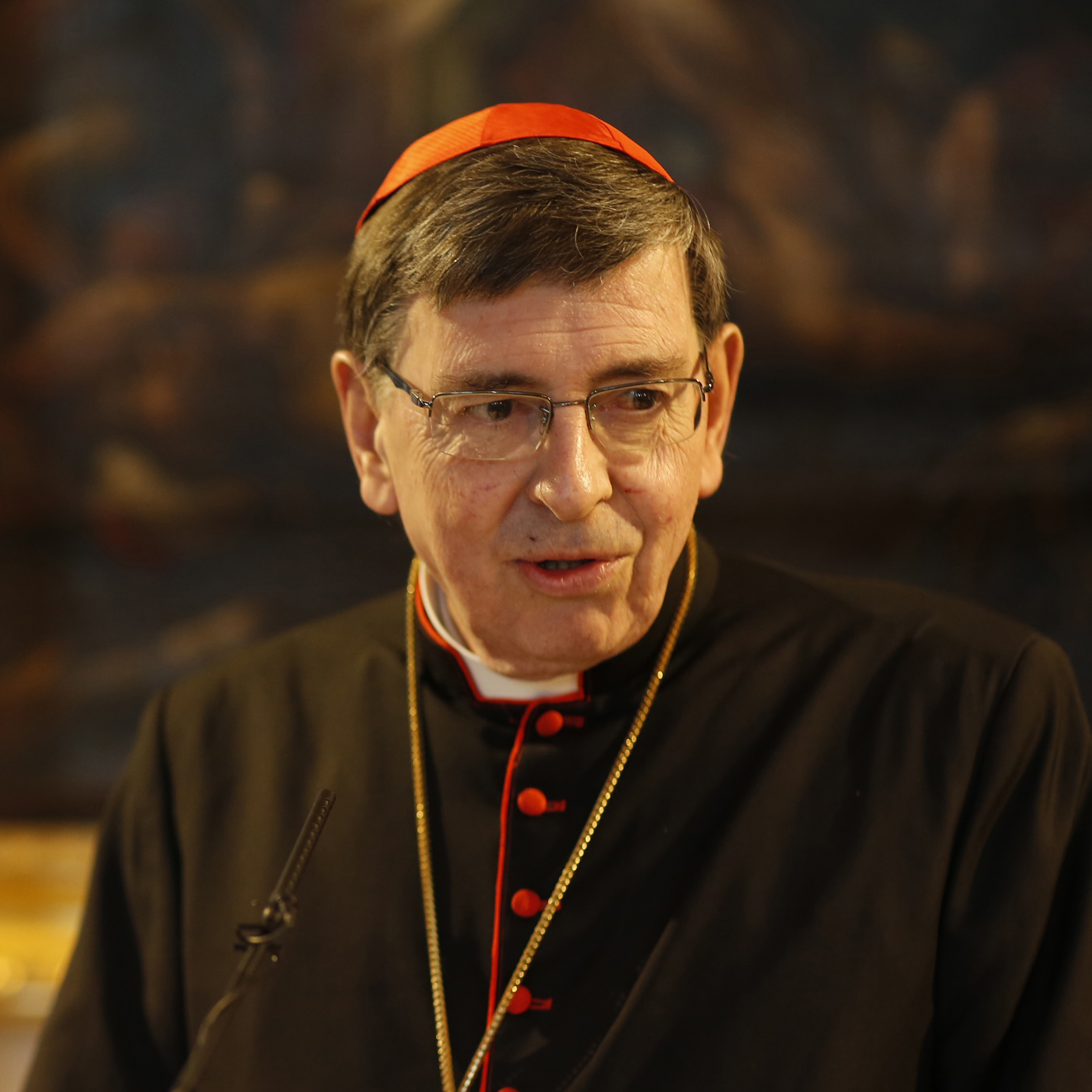
Kurt Koch (* 1950)

- Koch, Kurt E. (1913–1987), deutscher evangelischer Theologe, Pfarrer und Publizist

#### Koch, L
- Koch, Lambert T. (* 1965), deutscher Wirtschaftswissenschaftler und Professor an der Bergischen Universität Wuppertal
- Koch, Lara (* 1974), deutsche Boulespielerin
- Koch, Lars (* 1973), deutscher Medienwissenschaftler
- Koch, Lars-Christian (* 1959), deutscher Musikethnologie
- Koch, Lauge (1892–1964), dänischer Geologe, Kartograf und Polarforscher
- Koch, Leonard (* 1995), deutscher Fußballspieler
- Koch, Leonie (* 1985), deutsche Fernseh- und Radiomoderatorin
- Koch, Leopold (1857–1933), deutscher Bildhauer
- Koch, Les (* 1958), deutsch-kanadischer Eishockeyspieler
- Koch, Lloyd (1931–2013), simbabwischer Hockeyspieler
- Koch, Lorenz (1661–1729), deutscher Maler und Hofmaler der Barockzeit im Hochstift Eichstätt
- Koch, Lothar (1860–1915), deutscher Gymnasiallehrer
- Koch, Lothar (1935–2003), deutscher Oboist
- Koch, Lothar (1939–2023), niedersächsischer Politiker (CDU), MdL
- Koch, Lothar (* 1943), deutscher Kommunalpolitiker (SPD)
- Koch, Lotte (1913–2013), deutsche SchauspielerinLotte Koch (1913–2013)

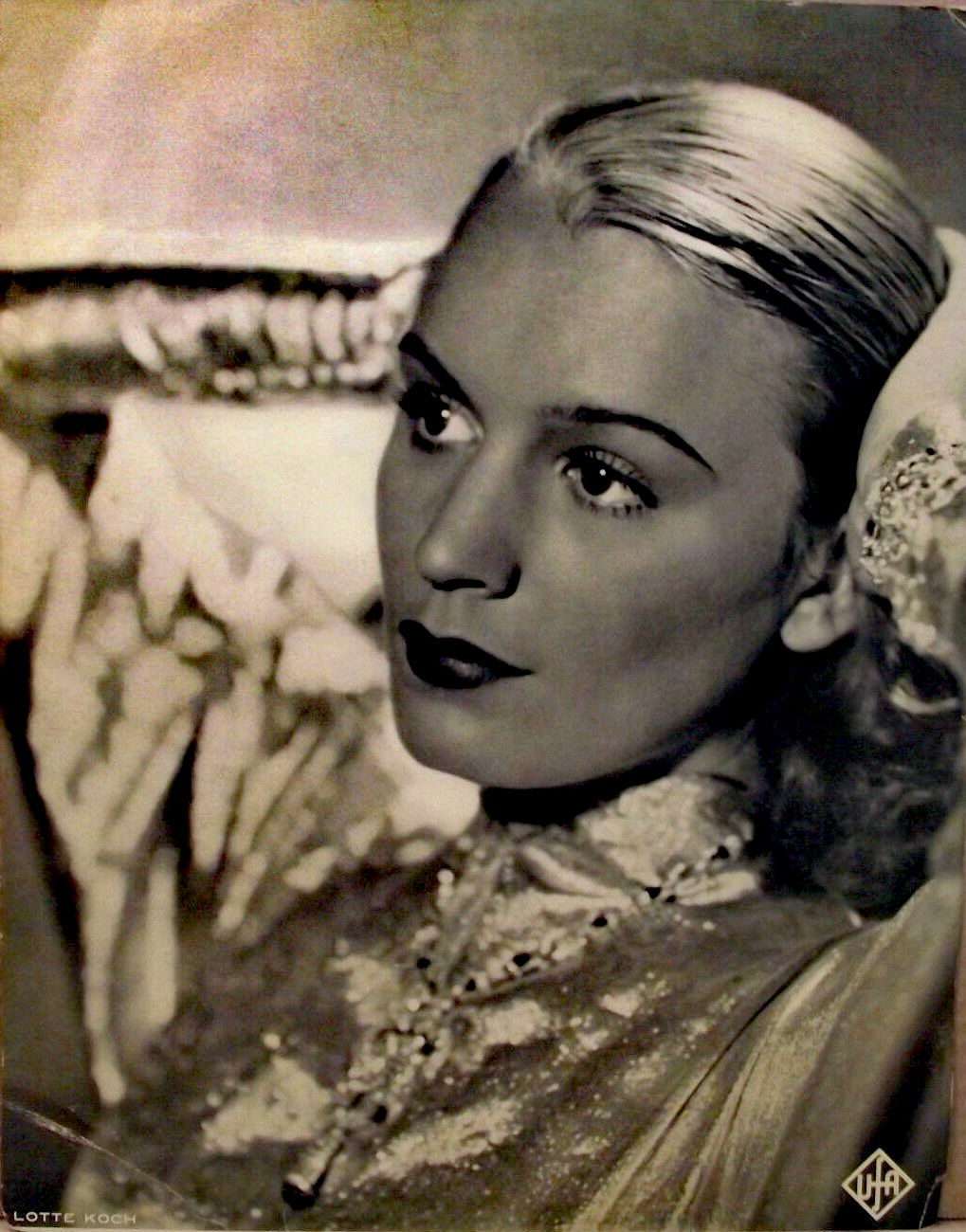
Lotte Koch (1913–2013)

- Koch, Louis (1843–1900), deutscher Fotograf
- Koch, Lucien (* 1996), Schweizer Snowboarder
- Koch, Ludwig (1858–1941), deutscher Lehrer, MdL Lippe
- Koch, Ludwig (1866–1934), österreichischer Maler, Bildhauer und Illustrator
- Koch, Ludwig (1878–1936), deutscher Jesuit und Historiker
- Koch, Ludwig (* 1908), deutscher Fußballtrainer
- Koch, Ludwig (1909–2002), deutscher Widerstandskämpfer und Gewerkschafter
- Koch, Ludwig Carl Christian (1825–1908), deutscher Entomologe und Arachnologe
- Koch, Ludwig Christian von (1778–1855), bayerischer Gerichtspräsident und Reichsrat
- Koch, Ludwig Konrad Albert (1850–1938), deutscher Botaniker
- Koch, Luis Liun (* 1998), deutschsprachiger Theaterregisseur
- Koch, Luise (1860–1934), deutsche Pädagogin, Politikerin (DDP) und Frauenrechtlerin
- Koch, Lukas (* 1980), deutscher Fernsehmoderator
- Koch, Lutz (1938–2009), deutscher Politiker (SPD), MdL
- Koch, Lutz (* 1941), deutscher Lehrer, Fossiliensammler und Paläontologe

#### Koch, M
- Koch, Maidy (1875–1966), deutsche Lyrikerin und Dramatikerin
- Koch, Manfred (1901–1972), deutscher Entomologe (Insektenkundler)
- Koch, Manfred (* 1955), deutscher Literaturwissenschaftler, Essayist und Literaturkritiker
- Koch, Manu (* 1972), Schweizer Jazzpianist
- Koch, Marc (* 1994), deutscher Leichtathlet
- Koch, Marco (* 1990), deutscher SchwimmerMarco Koch (* 1990)

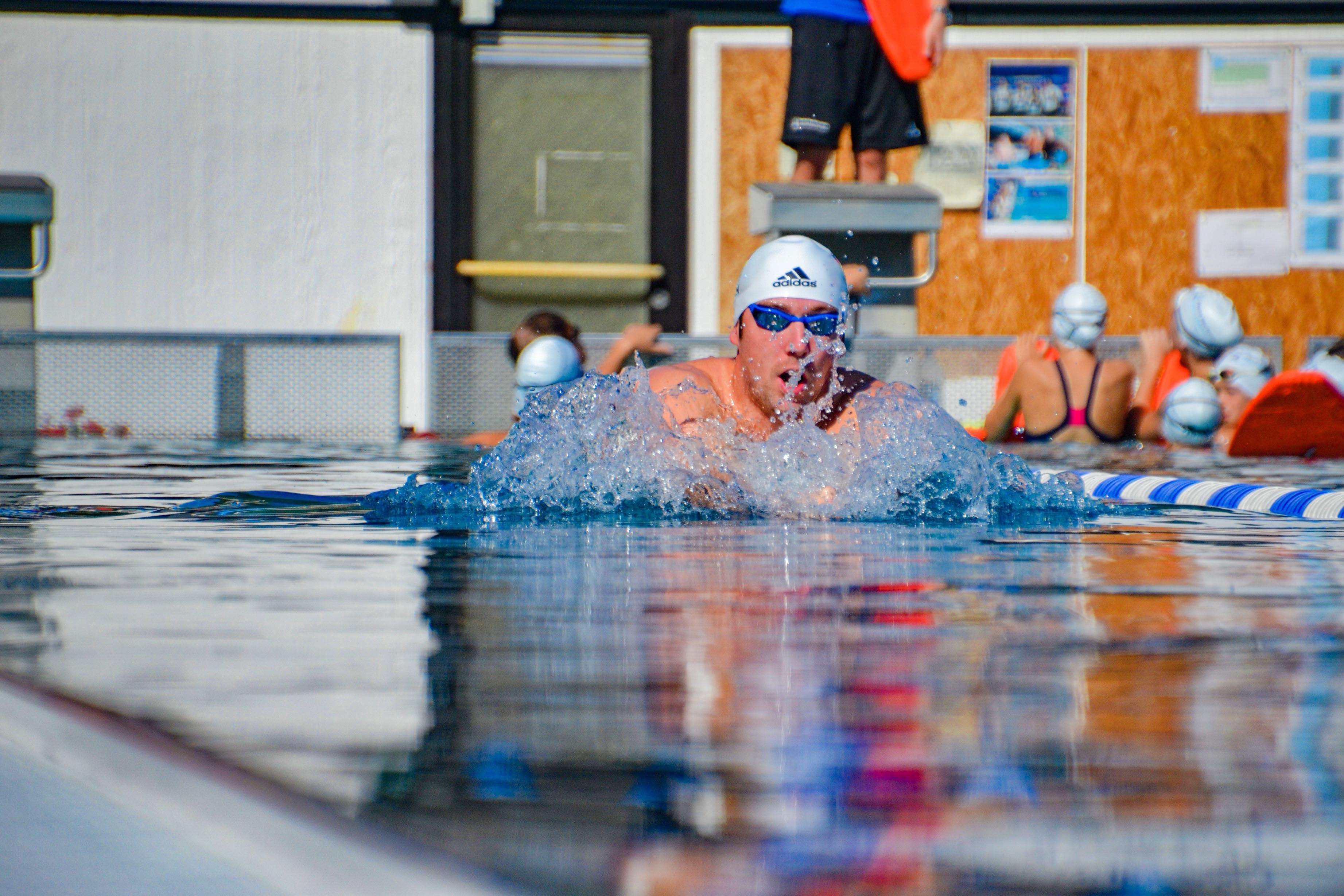
Marco Koch (* 1990)

- Koch, Marcus (* 1977), US-amerikanischer Spezialeffekte-Künstler und Filmregisseur
- Koch, Marcus (* 1979), deutscher Musiker
- Koch, Margarete († 1537), osthessische Wanderpredigerin des Täufertums
- Koch, Margrethe (1869–1951), dänische Krankenschwester, Pflegepionierin und Präsidentin dänischer Krankenpflegeverband
- Koch, Maria Christine (1715–1741), deutsche Dichterin
- Koch, Maria von (* 1895), deutsche Ärztin und Parteifunktionärin (NSDAP)
- Koch, Marianne (1930–2020), deutsche Pädagogin, Schulleiterin und erste Dekanin Württembergs
- Koch, Marianne (* 1931), deutsche Filmschauspielerin, Ärztin und BuchautorinMarianne Koch (* 1931)

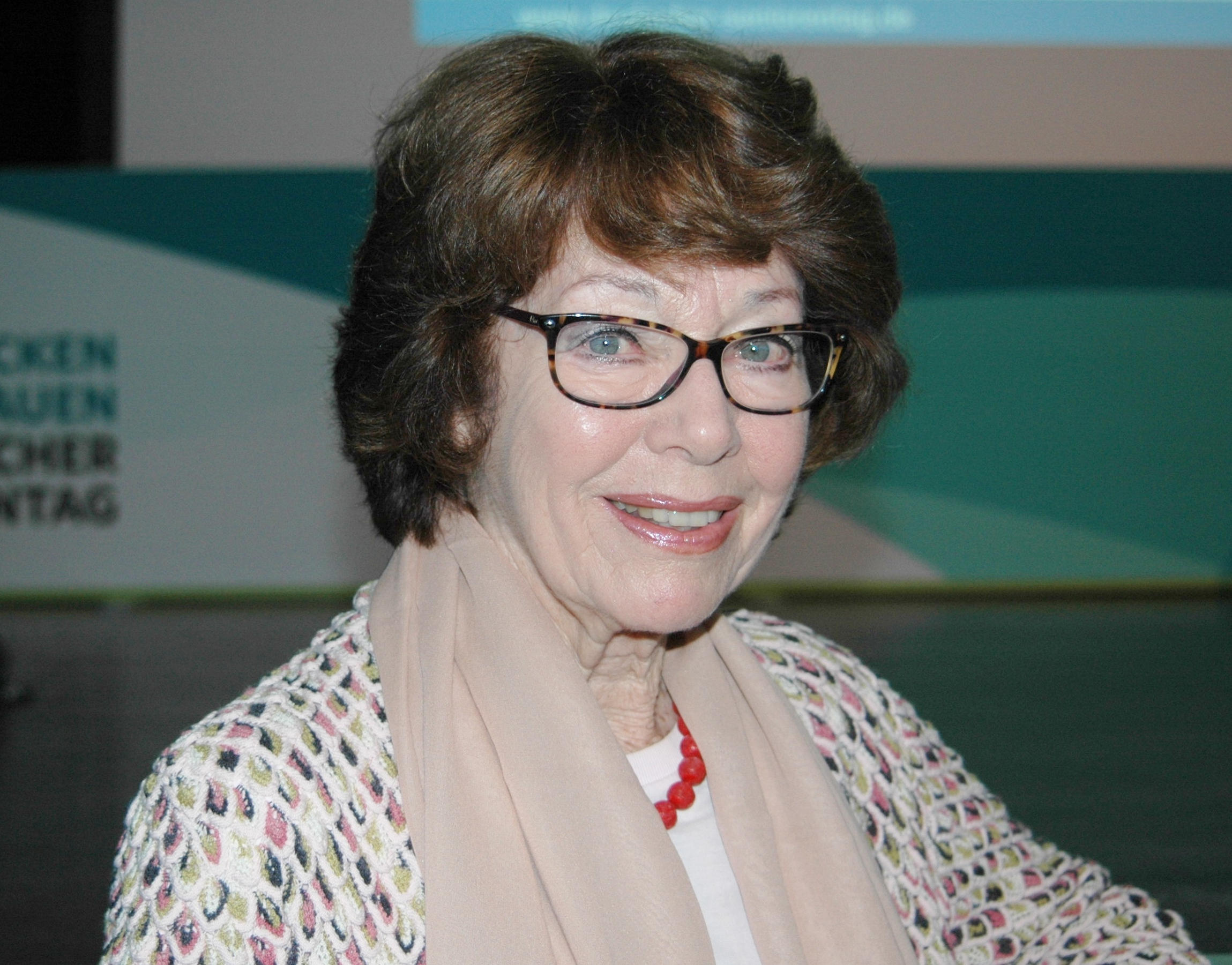
Marianne Koch (* 1931)

- Koch, Marion (* 1958), erblindete deutsche Dressurreiterin
- Koch, Marita (* 1957), deutsche Leichtathletin der DDR und Olympiasiegerin
- Koch, Mariza (* 1944), griechische Folkloresängerin
- Koch, Markus (1879–1948), deutscher Komponist und Musikpädagoge
- Koch, Markus (* 1963), deutscher American-Football-Spieler
- Koch, Markus (* 1971), deutscher Journalist, Produzent und Sachbuchautor
- Koch, Martin (1887–1961), deutscher Radrennfahrer
- Koch, Martin (* 1982), österreichischer Skispringer und OlympiasiegerMartin Koch (* 1982)

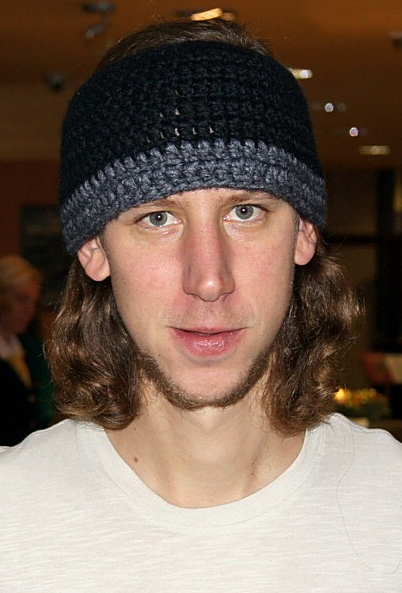
Martin Koch (* 1982)

- Koch, Máté Tamás (* 1999), ungarischer Degenfechter
- Koch, Mathias (* 1962), deutscher Weitspringer
- Koch, Matthias, deutscher Bühnen- und Kostümbildner
- Koch, Matthias (1581–1633), Augsburger Kaufmann
- Koch, Matthias (1860–1936), schwäbischer Heimatdichter und Mundartautor
- Koch, Matthias (* 1943), deutscher Verleger
- Koch, Matthias (1962–2025), deutscher Journalist
- Koch, Matthias (* 1970), deutscher Journalist und Autor
- Koch, Matthias (* 1988), Schweizer Schauspieler
- Koch, Matthias (* 1988), österreichischer Fußballspieler
- Koch, Max (1855–1931), deutscher Germanist und Hochschullehrer
- Koch, Max (1859–1930), deutscher Historienmaler
- Koch, Max, deutscher Jazzmusiker (Gitarre, Banjo, Komposition)
- Koch, Max Philip (* 1988), deutscher Schauspieler
- Koch, Meinolf (* 1957), deutscher Fußballspieler
- Koch, Michael (1853–1927), deutscher Maler
- Koch, Michael (1877–1941), österreichischer Politiker (CS), Bundesrat sowie Landtagsabgeordneter und Landesrat im Burgenland
- Koch, Michael (* 1953), deutscher Fußballspieler
- Koch, Michael (* 1955), deutscher Diplomat
- Koch, Michael (* 1966), deutscher Basketballspieler und -trainer
- Koch, Michael (* 1968), deutscher Informatiker
- Koch, Michael (* 1969), deutscher Fußballspieler
- Koch, Michael (* 1973), deutscher Fotokünstler
- Koch, Michael (* 1980), deutscher Politiker (CDU)
- Koch, Michael (* 1982), Schweizer Regisseur und DrehbuchautorMichael Koch (* 1982)

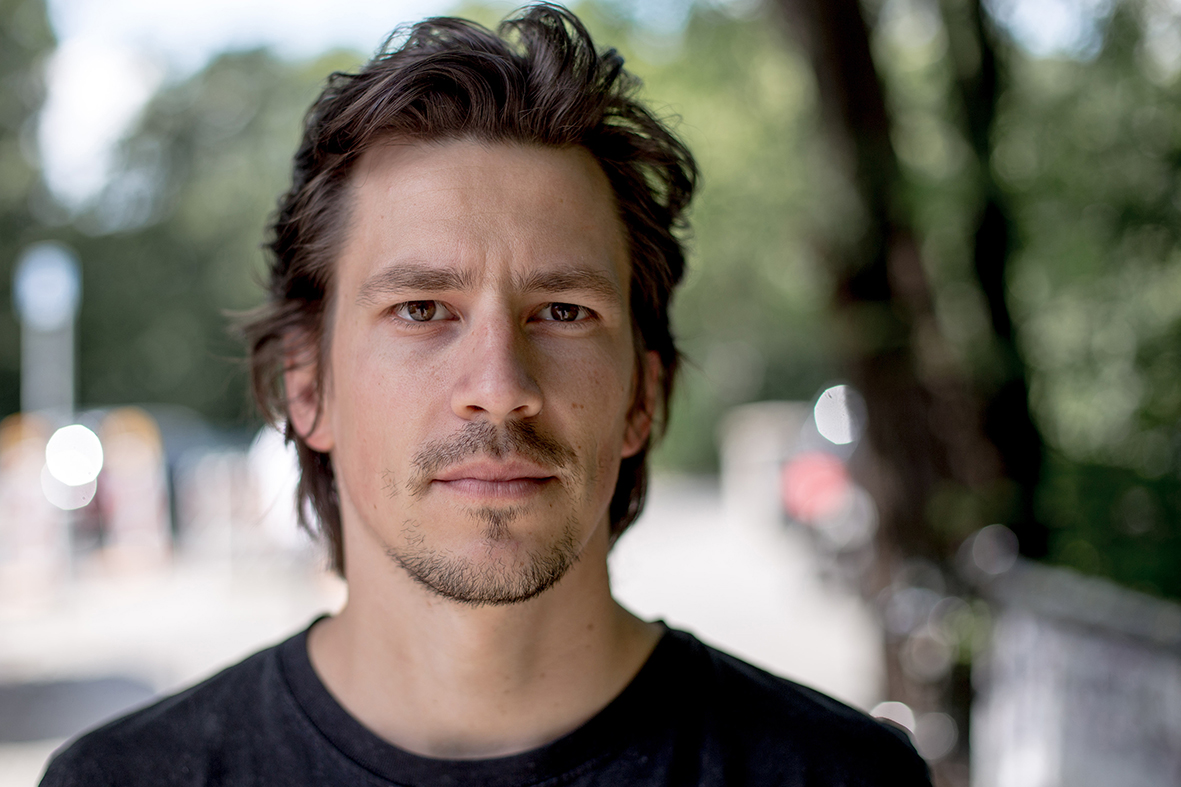
Michael Koch (* 1982)

- Koch, Michael-Che (* 1973), deutscher Schauspieler, Synchronsprecher, Sprecher und Moderator
- Koch, Michel (* 1991), deutscher Bahn- und Straßenradrennfahrer
- Koch, Miriam (* 1980), deutsche Kinderbuchautorin und Illustratorin

#### Koch, N
- Koch, Nanna (* 1963), deutsche Violinistin und Musikwissenschaftlerin
- Koch, Nate (* 1986), US-amerikanischer Bahnradsportler
- Koch, Nicole (* 1972), deutsche Fußballspielerin
- Koch, Nik Kevin (* 1981), deutscher Tenor
- Koch, Nikolaus, deutscher Jurist und Abgeordneter
- Koch, Nikolaus (1847–1918), deutscher Verleger und Publizist
- Koch, Nikolaus (1908–1982), deutscher Zeitungsverleger
- Koch, Nikolaus (1912–1991), deutscher Publizist, Hochschullehrer für Philosophie und radikal-demokratischer Kriegsgegner
- Koch, Nikolaus von (1807–1866), bayerischer Politiker und Kultusminister (1864–1866)
- Koch, Norbert (1932–2010), niederländischer Radsportler und Schrittmacher
- Koch, Norbert (* 1944), deutscher Politiker (DSU), MdV
- Koch, Norbert (* 1971), österreichischer Physiker
- Koch, Norma (1898–1979), US-amerikanische Kostümbildnerin

#### Koch, O
- Koch, Olaf (1932–2001), deutscher Dirigent und Hochschullehrer
- Koch, Olaf (* 1970), deutscher ManagerOlaf Koch (* 1970)

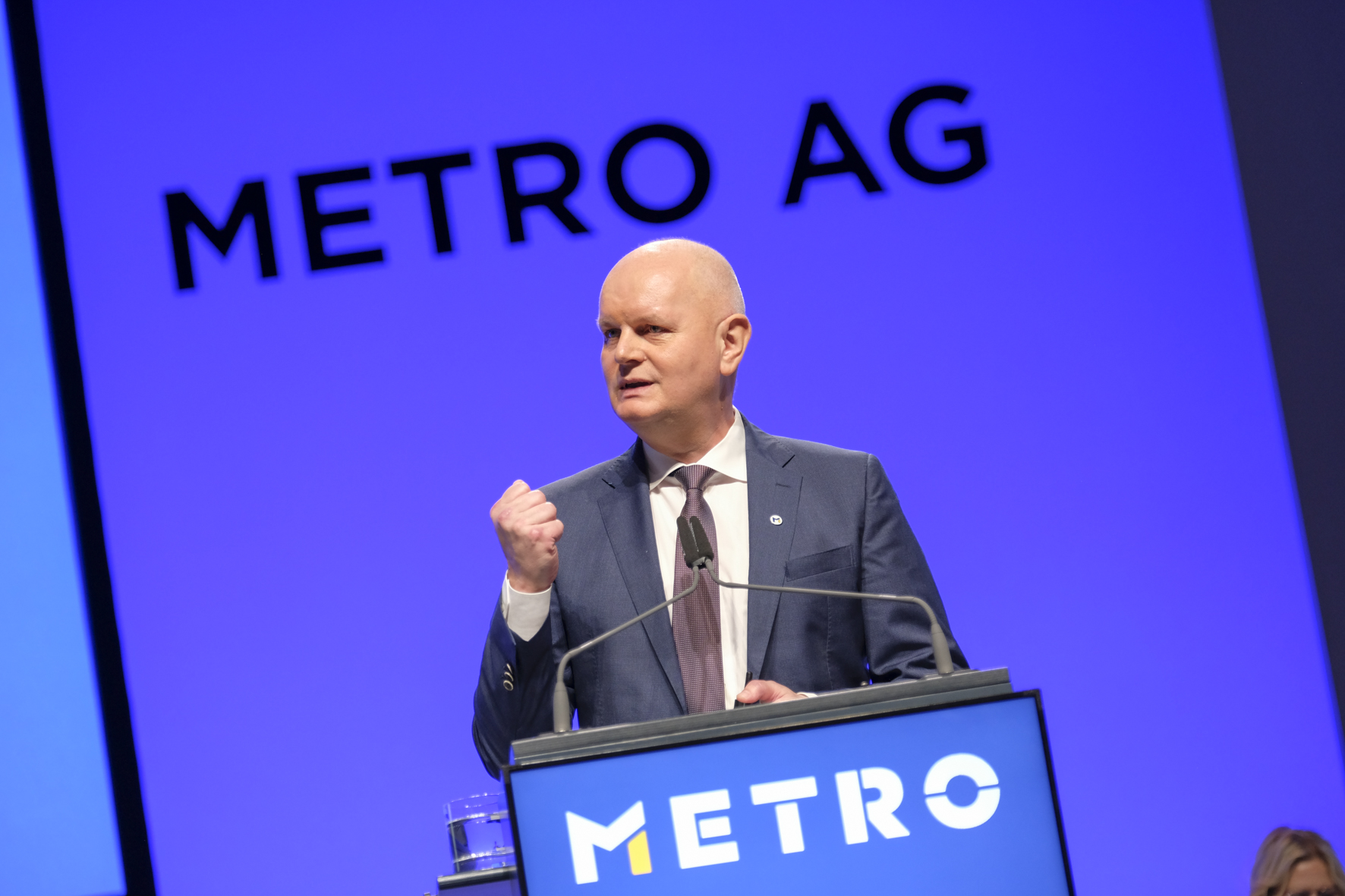
Olaf Koch (* 1970)

- Koch, Oliver (* 1963), deutscher Fußballspieler
- Koch, Oskar Wilhelm (* 1907), deutscher Politiker (NSDAP)
- Koch, Otto (1866–1934), deutscher Politiker (DDP) und Mitglied des Sächsischen Landtages
- Koch, Otto (1886–1972), deutscher Reformpädagoge
- Koch, Otto (1902–1948), deutscher Rechtsanwalt, NS-Funktionär und Oberbürgermeister von Weimar
- Koch, Otto (1923–2011), deutscher Physiker und Manager
- Koch, Otto (* 1949), deutscher Koch
- Koch, Otto Albert (1866–1921), deutscher Historien- und Genremaler sowie Aquarellmaler

#### Koch, P
- Koch, Patrick (* 1976), deutscher Politiker (SPD), MdLPatrick Koch (* 1976)

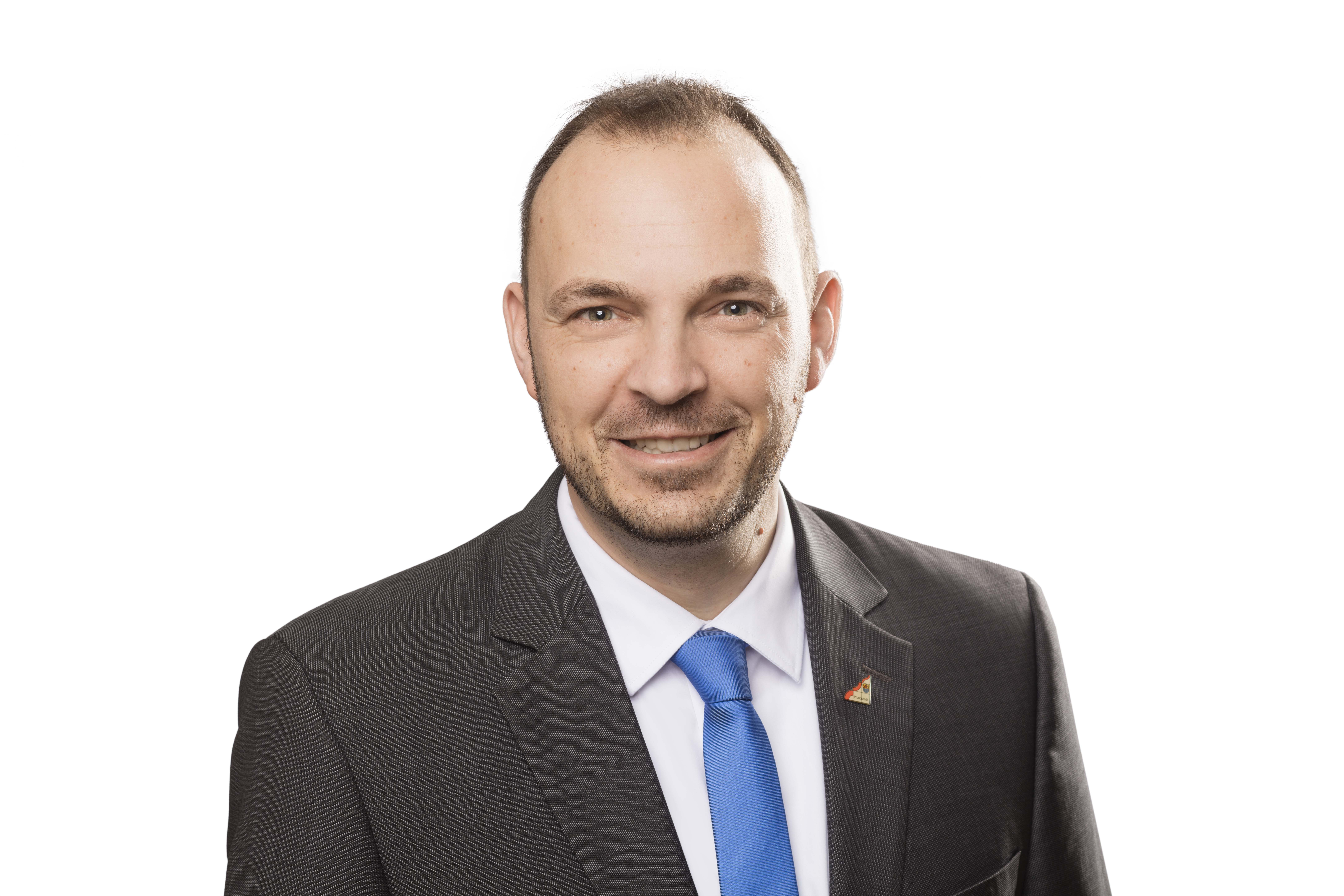
Patrick Koch (* 1976)

- Koch, Paul (1879–1959), deutscher Jurist
- Koch, Paul (1897–1966), deutscher Radrennfahrer
- Koch, Paul-August (1905–1998), deutscher Textiltechniker und Hochschullehrer
- Koch, Payton (* 1996), amerikanischer Filmeditor
- Koch, Peter (1874–1956), deutscher Maler
- Koch, Peter (1925–2012), deutscher Musikpädagoge und Komponist
- Koch, Peter (1929–1990), deutscher Generalmajor im Ministerium für Staatssicherheit (MfS)
- Koch, Peter (1935–2015), deutscher Versicherungsjurist, Sachbuchautor und ehemaliger Manager
- Koch, Peter (1938–1989), deutscher Journalist
- Koch, Peter (* 1950), deutscher Fußballspieler
- Koch, Peter (1951–2014), deutscher Linguist, Romanist, Französist, Italianist und Mediävist
- Koch, Peter (* 1957), deutscher Radsportler
- Koch, Peter Marcus (1813–1860), Kaufmann und Politiker der Freien Stadt Frankfurt
- Koch, Peter Paul (1879–1945), deutscher Physiker
- Koch, Philip (* 1982), deutscher Filmregisseur, Produzent und Drehbuchautor
- Koch, Philipp († 1903), deutscher Politiker und kurhessischer Außenminister
- Koch, Philippe (* 1991), Schweizer Fußballspieler
- Koch, Pia (* 1991), deutsche Schauspielerin
- Koch, Primus (1752–1812), Augustiner-Chorherr
- Koch, Pyke (1901–1991), niederländischer Kunstmaler

#### Koch, R
- Koch, Rainer (* 1944), deutscher Historiker
- Koch, Rainer (* 1958), deutscher Jurist und Vizepräsident des Deutschen Fußball-BundsRainer Koch (* 1958)

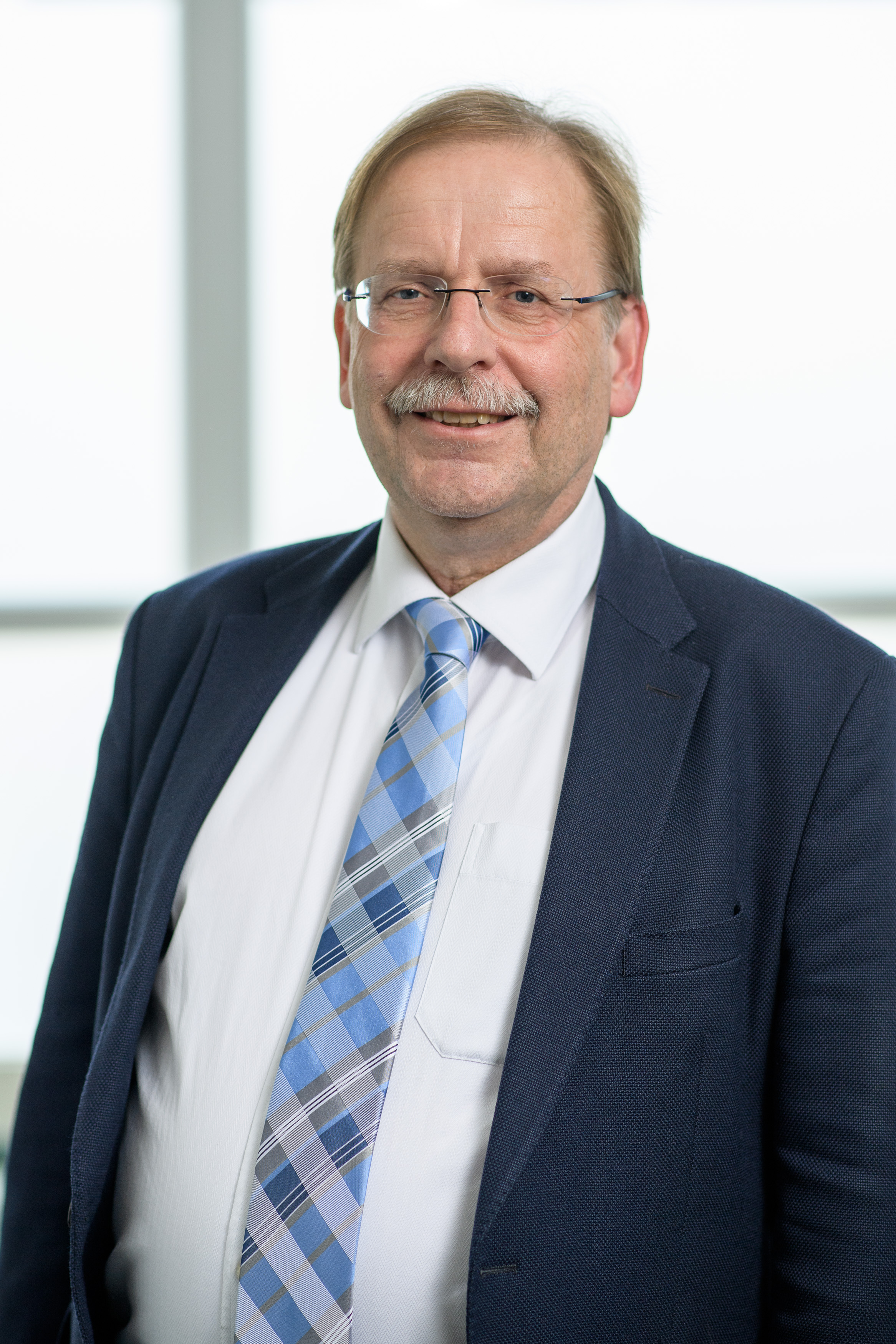
Rainer Koch (* 1958)

- Koch, Ralf (1942–2021), deutscher Ingenieur und Politiker (FDP)
- Koch, Raphael (* 1990), Schweizer Fußballspieler
- Koch, Reenald (* 1959), deutscher Fußballspieler und -funktionär
- Koch, Reiner (* 1969), deutscher Basketballspieler
- Koch, Reinhard (1861–1939), deutscher Admiral
- Koch, Reinhard (1920–2009), deutscher Volkswirt und Politiker (FDP, DPS), MdL
- Koch, Reinhard (* 1960), österreichischer Basketballspieler und -funktionär
- Koch, Renata (* 1985), ungarische Triathletin und Duathletin
- Koch, Renate (* 1943), deutsche Politikerin (CDU)
- Koch, René (* 1945), deutscher Visagist und SchönheitsexperteRené Koch (* 1945)

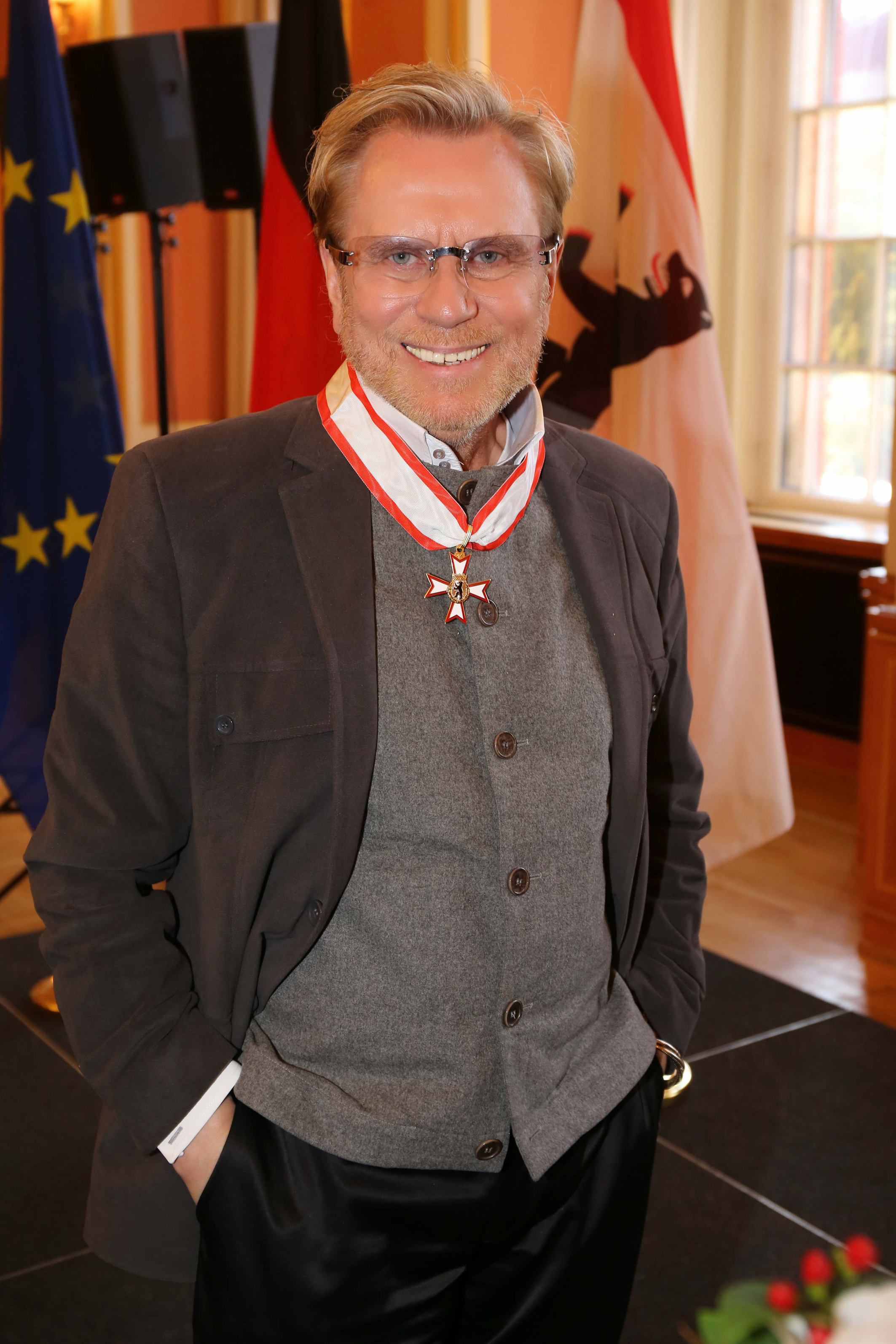
René Koch (* 1945)

- Koch, Richard (1834–1910), deutscher Jurist, Präsident der Reichsbank (1890–1908)
- Koch, Richard (1863–1927), deutscher Konteradmiral der Kaiserlichen Marine
- Koch, Richard (1882–1949), Arzt, Medizinhistoriker und Medizintheoretiker
- Koch, Richard (1887–1972), deutscher Ingenieur und Fertigungsplaner
- Koch, Richard (1895–1970), deutscher Autor
- Koch, Richard (1916–1992), deutscher Landwirt und Politiker, Mitglied des Bayerischen Senats
- Koch, Richard (* 1979), österreichischer Jazztrompeter
- Koch, Rita (* 1931), österreichische Dolmetscherin
- Koch, Robert (1843–1910), deutscher Mediziner und MikrobiologeRobert Koch (1843–1910)

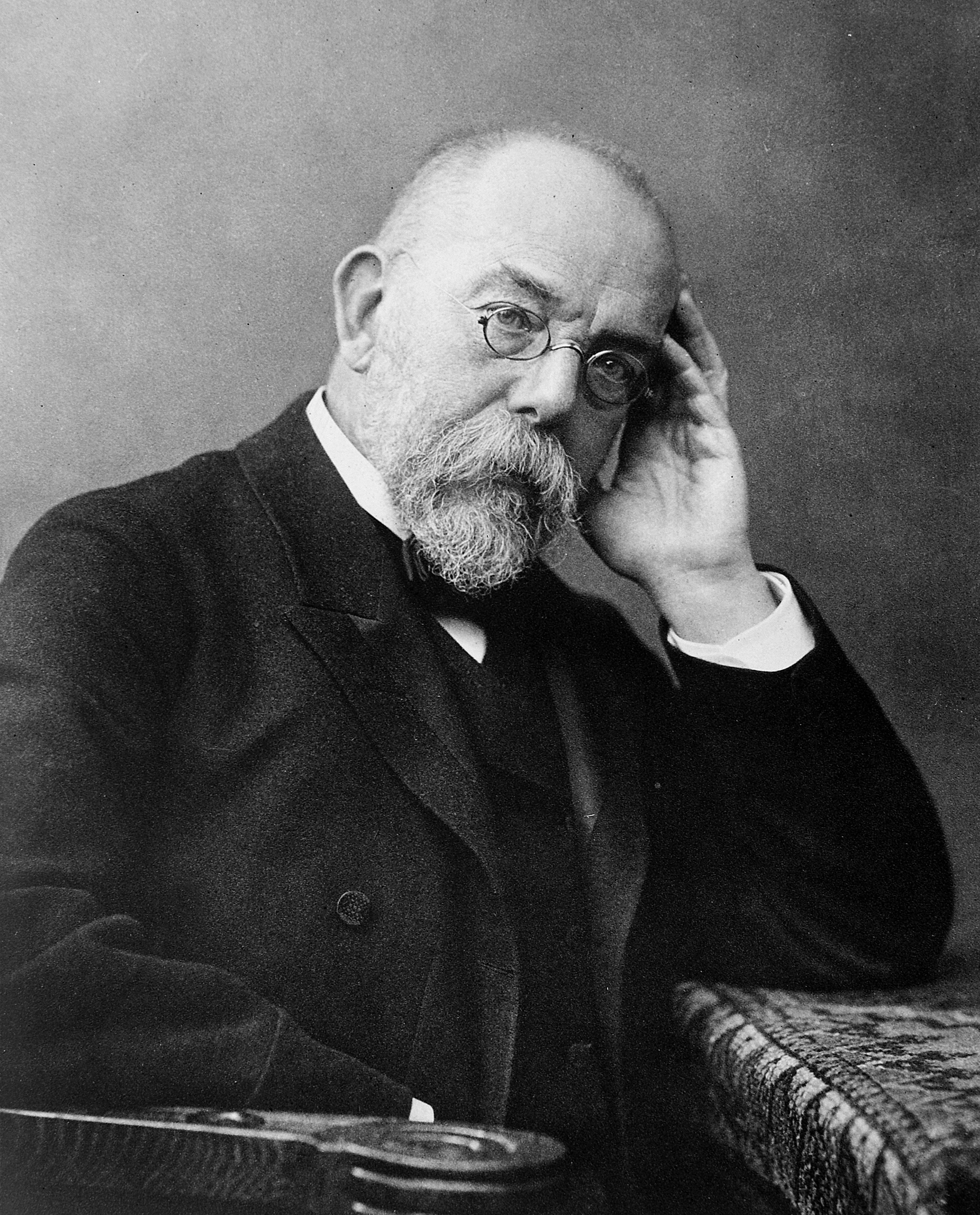
Robert Koch (1843–1910)

- Koch, Robert (1905–1995), Schweizer Ordensgeistlicher, Alttestamentler und Moraltheologe
- Koch, Robert (* 1965), deutscher Rechtswissenschaftler
- Koch, Robert (* 1976), ungarischer Volleyballspieler
- Koch, Robert (* 1986), deutscher Fußballspieler
- Koch, Robin (* 1996), deutscher Fußballspieler
- Koch, Robot (* 1977), deutscher Musikproduzent
- Koch, Roland (* 1952), deutscher Fußballtrainer
- Koch, Roland (* 1958), deutscher Politiker (CDU), MdL, hessischer Ministerpräsident
- Koch, Roland (* 1959), Schweizer Schauspieler und Regisseur
- Koch, Roland (* 1959), deutscher Schriftsteller und Literaturwissenschaftler
- Koch, Rolf (* 1968), deutscher Basketballspieler
- Koch, Rolf-Dieter (* 1933), deutscher Neurologe und Psychiater
- Koch, Rosalie (1811–1880), deutsche Erzieherin und Jugendschriftstellerin
- Koch, Rosie (* 1970), deutsche Regisseurin, Drehbuchautorin und Filmproduzentin
- Koch, Rudolf (1834–1885), deutscher Maler
- Koch, Rudolf (1856–1921), deutscher Pressezeichner, Maler und Graphiker
- Koch, Rudolf (1876–1934), deutscher Kalligraf, Typograf und Lehrer
- Koch, Rudolf (1909–1963), deutscher Rechtsmediziner
- Koch, Rudolf (* 1950), deutscher Fußballspieler
- Koch, Rudolph von (1847–1923), deutscher Bankmanager

#### Koch, S
- Koch, Sabrina (* 1978), deutsche Fußballspielerin
- Koch, Sam (* 1982), US-amerikanischer American-Football-Spieler
- Koch, Samuel (* 1987), deutscher SchauspielerSamuel Koch (* 1987)

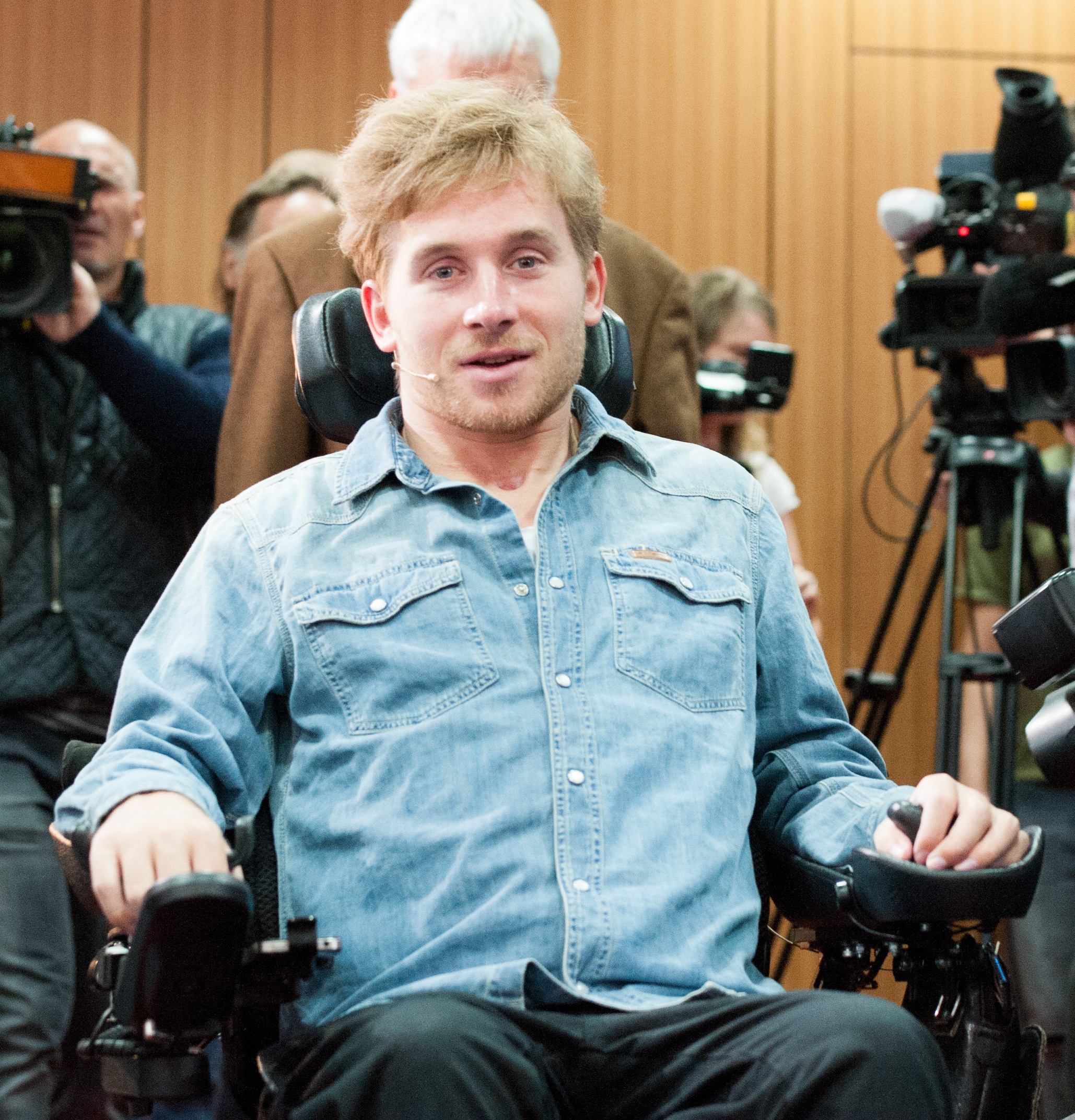
Samuel Koch (* 1987)

- Koch, Sarah Sophie (* 1984), deutsche Fernsehdarstellerin
- Koch, Sascha (* 1978), deutscher Fußballspieler
- Koch, Sebastian (* 1962), deutscher Schauspieler
- Koch, Sebastian (* 1988), österreichischer Basketballspieler
- Koch, Shari (* 1993), deutsche Eiskunstläuferin
- Koch, Siegfried (* 1936), deutscher Radrennfahrer
- Koch, Simona (* 1968), deutsche Wasserspringerin
- Koch, Simone (* 1969), deutsche Eiskunstläuferin
- Koch, Simone (* 1979), deutsche Ärztin und Sachbuchautorin
- Koch, Sophie (* 1969), französische Opernsängerin (Mezzosopran)
- Koch, Sophie (* 1993), deutsche Politikerin (SPD), Queerbeauftragte der BundesregierungSophie Koch (* 1993)

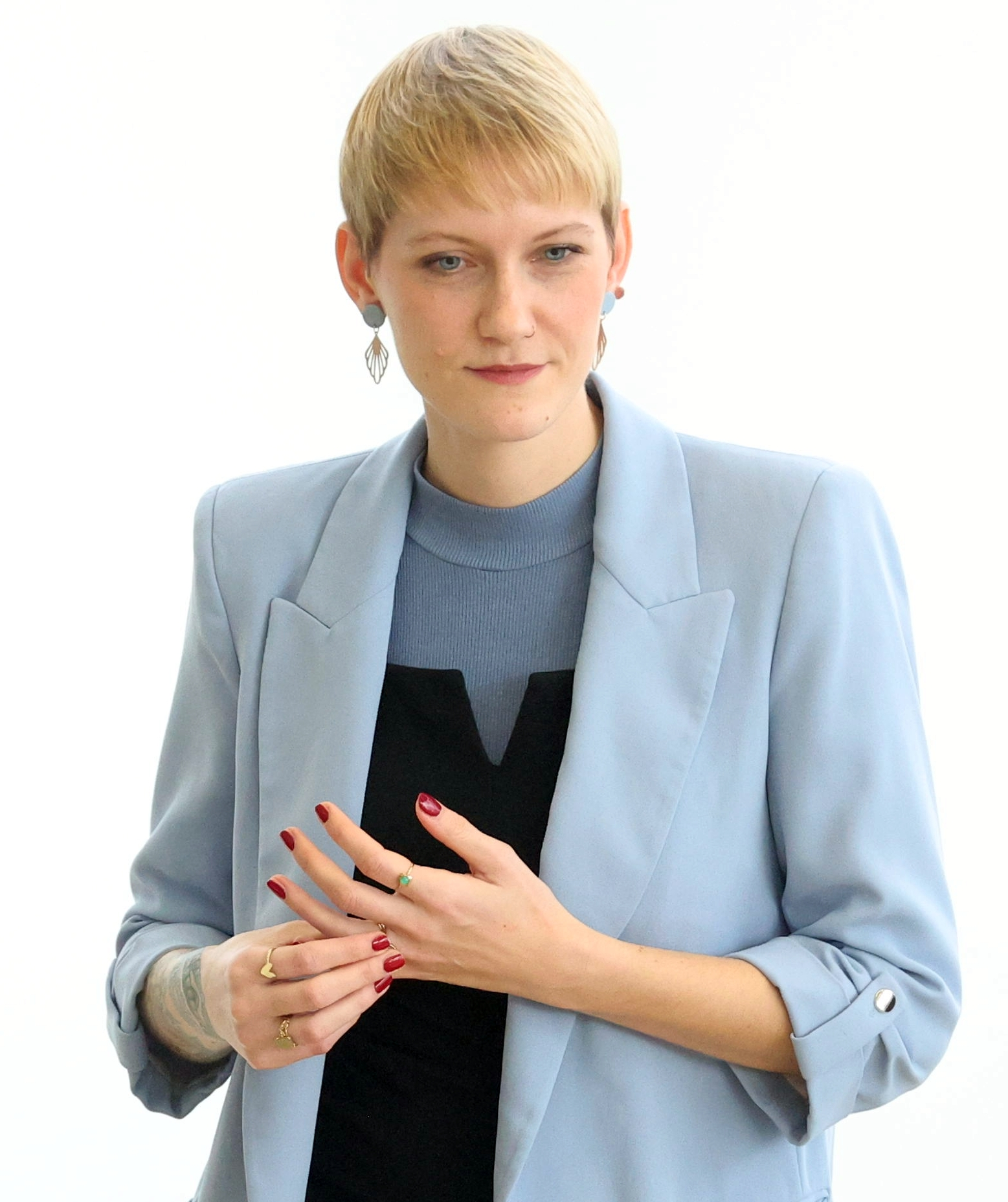
Sophie Koch (* 1993)

- Koch, Stefan (* 1964), deutscher Basketball-Trainer
- Koch, Stefan (* 1974), österreichischer Wirtschaftsinformatiker
- Koch, Stefan (* 1984), deutscher Langstreckenläufer
- Koch, Stefanie (* 1981), deutsche Skibergsteigerin
- Koch, Stephan W. (1953–2022), deutscher Physiker
- Koch, Stephanie (* 1955), deutsche Musiktheater-Regisseurin und Professorin
- Koch, Susanna (* 1987), österreichische Fußballspielerin
- Koch, Susi (* 1981), deutsche Sängerin und Songwriterin aus dem Bereich Jazzpop
- Koch, Sven (* 1973), deutscher Nordischer Kombinierer
- Koch, Sven (* 1986), deutscher Politiker (CDU), MdL
- Koch, Sven-Ingo (* 1974), deutscher Komponist

#### Koch, T
- Koch, Tanit (* 1977), deutsche Journalistin
- Koch, Theodor (1905–1976), deutscher Ingenieur, Unternehmer, Waffenproduzent und Mitbegründer der Firma Heckler & Koch
- Koch, Theresia (* 1959), deutsche Richterin am Bayerischen Verwaltungsgerichtshof und am Bayerischen Verfassungsgerichtshof
- Koch, Thilo (1920–2006), deutscher Fernsehjournalist
- Koch, Thomas, deutscher Handballspieler und -trainer
- Koch, Thomas (* 1952), deutscher Unternehmer und Blogger
- Koch, Thomas (* 1958), deutscher Autor, Journalist und Rundfunkmoderator
- Koch, Thomas (* 1961), deutscher Jurist und Richter am BundesgerichtshofThomas Koch (* 1961)

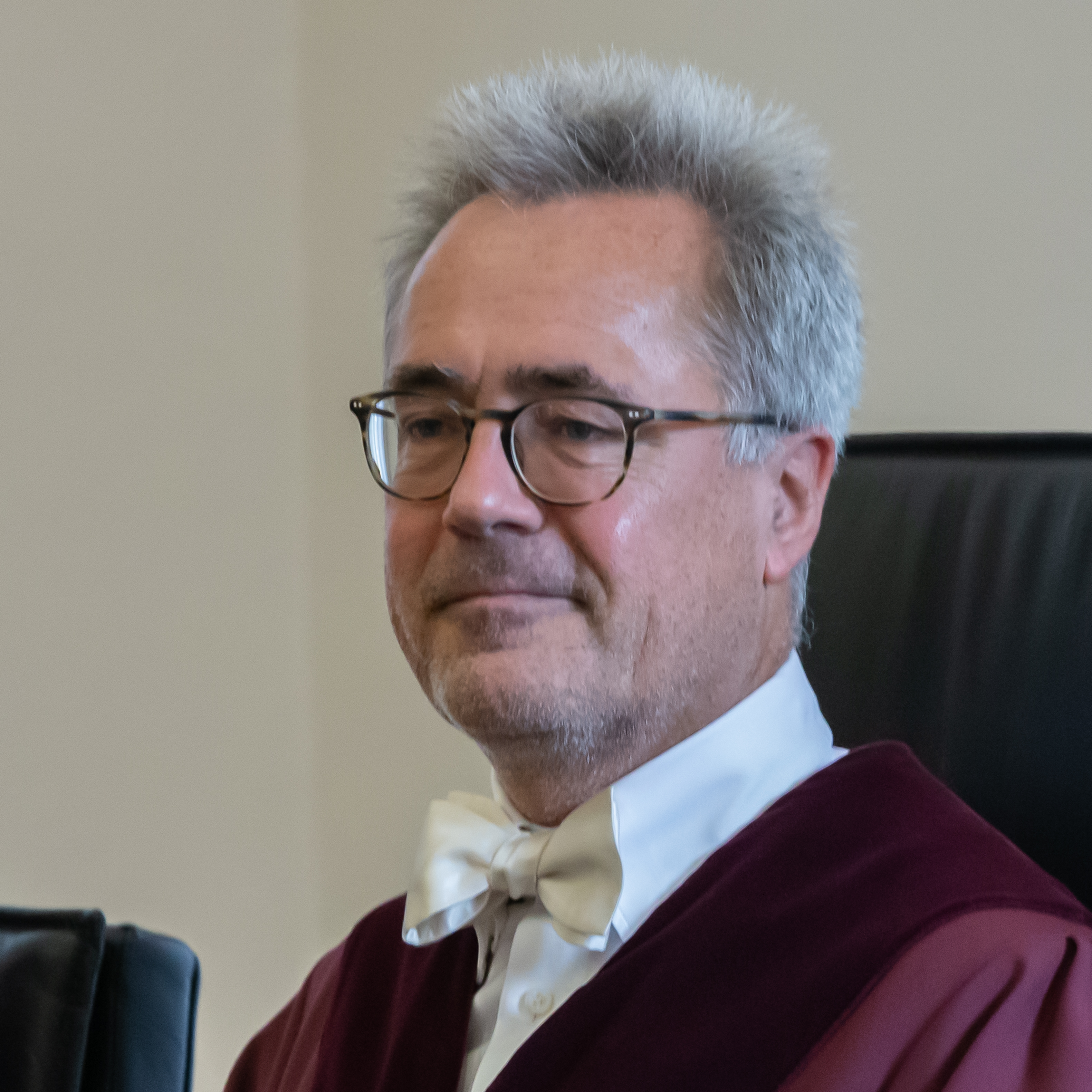
Thomas Koch (* 1961)

- Koch, Thomas (* 1969), deutscher DJ, Musikproduzent, Veranstalter, Clubbetreiber, Labelmanager, Verleger und Journalist
- Koch, Thomas (* 1971), deutscher Schauspieler
- Koch, Thomas (* 1972), deutscher Schachspieler
- Koch, Thomas (* 1983), österreichischer Eishockeyspieler
- Koch, Thomas (* 1984), deutscher Schauspieler
- Koch, Thomaz (* 1945), brasilianischer Tennisspieler
- Koch, Tilo (* 1971), deutscher Volleyballspieler
- Koch, Tim (* 1989), deutscher Basketballspieler
- Koch, Timm (* 1968), deutscher Schriftsteller, Filmemacher und Fotograf
- Koch, Tobias (* 1968), deutscher Pianist
- Koch, Tobias (* 1973), deutscher Politiker (CDU), MdL
- Koch, Tobias (* 2001), österreichischer Fußballspieler
- Koch, Tom (* 1998), deutscher Motocrossfahrer
- Koch, Torsten (* 1960), deutscher Boxer
- Koch, Torsten (* 1963), deutscher Politiker (CDU), MdL
- Koch, Traugott (1937–2015), deutscher evangelischer Theologe

#### Koch, U
- Koch, Ulla (* 1955), deutsche Trainerin im Geräteturnen
- Koch, Ulrich (1921–1996), deutscher Bratschist
- Koch, Ulrich (1941–2021), deutscher HNO-Arzt und Hochschullehrer
- Koch, Ulrich (* 1959), deutscher Jurist und Richter am Bundesarbeitsgericht
- Koch, Ulrich (* 1966), deutscher Schriftsteller
- Koch, Ulrike (1950–2024), deutsche Sinologin und Filmemacherin
- Koch, Ursula (* 1938), deutsche Prähistorikerin
- Koch, Ursula (* 1941), Schweizer Politikerin (SP)
- Koch, Ursula (* 1944), deutsche Schriftstellerin
- Koch, Ursula E. (* 1934), deutsche Kommunikationswissenschaftlerin und Hochschullehrerin
- Koch, Uwe (* 1954), deutscher Jurist und Schriftsteller
- Koch, Uwe (* 1961), deutscher Marathonläufer
- Koch, Uwe (* 1964), deutscher Musiker, Entertainer, Moderator und Komponist
- Koch, Uwe-Karsten (1941–2021), deutscher Schauspieler und Regisseur

#### Koch, V
- Koch, Valentin (1869–1936), deutscher Ingenieur, Präsident der Reichsbahndirektionen Würzburg und Regensburg
- Koch, Valerie (* 1974), deutsche SchauspielerinValerie Koch (* 1974)

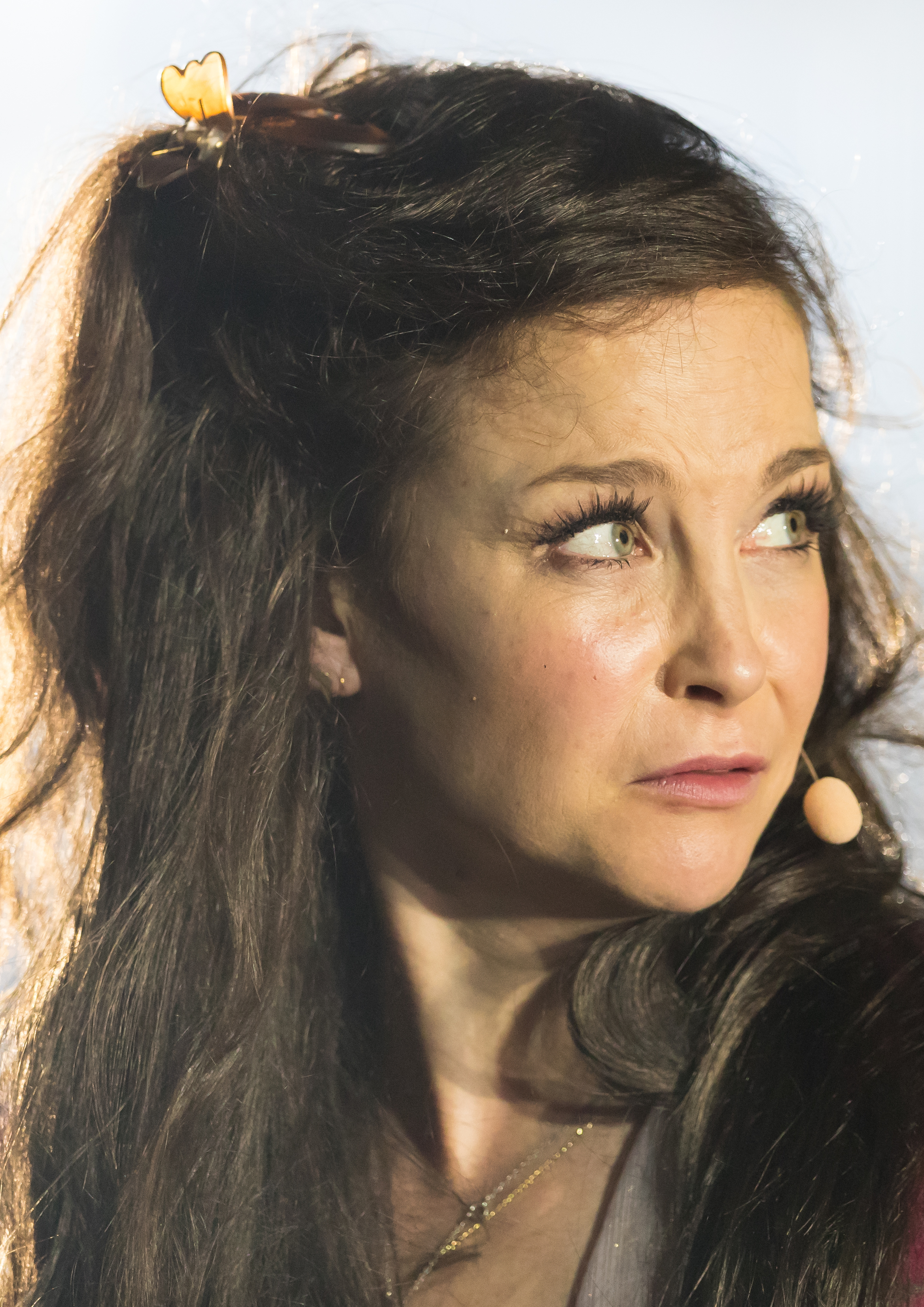
Valerie Koch (* 1974)

- Koch, Verena (* 1961), deutsche Theaterregisseurin und -schauspielerin
- Koch, Vinzenz (1834–1881), deutscher katholischer Geistlicher und Abgeordneter

#### Koch, W
- Koch, Waldemar (1880–1963), deutscher Hochschullehrer, Wirtschaftsprüfer und liberaler Politiker
- Koch, Waldemar (1891–1981), deutscher Kaufmann und Mäzen
- Koch, Walo (1896–1956), Schweizer Botaniker
- Koch, Walter (1870–1947), deutscher Botschafter
- Koch, Walter (1875–1915), deutsch-schweizerischer Landschaftsmaler, Plakatkünstler und Innenarchitekt
- Koch, Walter (1880–1962), deutscher Pathologe
- Koch, Walter (1894–1965), deutscher Kirchenjurist
- Koch, Walter (1910–1979), deutscher Bildhauer
- Koch, Walter (1934–2023), deutscher Schauspieler bei Bühne und Film und Synchronsprecher
- Koch, Walter (1942–2019), österreichischer Historiker, Diplomatiker und Epigraphiker
- Koch, Walter (* 1955), deutscher Bankkaufmann, Historiker und Firmenarchivar
- Koch, Walter A. (1895–1970), deutscher Lehrer und Astrologe
- Koch, Walter A. (* 1934), deutscher Semiotiker
- Koch, Werner (1894–1957), deutscher promovierter Jurist und Politiker
- Koch, Werner (1910–1994), deutscher Widerstandskämpfer und evangelischer Geistlicher
- Koch, Werner (1926–1992), deutscher Schriftsteller
- Koch, Werner (1927–1993), deutscher Sachverständiger und Wertermittlungs-Experte für Gehölze
- Koch, Werner (1933–2000), deutscher Herbologe an der Universität Hohenheim
- Koch, Werner (* 1937), deutscher Maler und Zeichner
- Koch, Werner (* 1952), deutscher Verwaltungsjurist und hessischer Landespolitiker (CDU)
- Koch, Werner (* 1955), österreichischer Fotograf, Buchautor und Pädagoge
- Koch, Werner (* 1961), deutscher Entwickler freier SoftwareWerner Koch (* 1961)

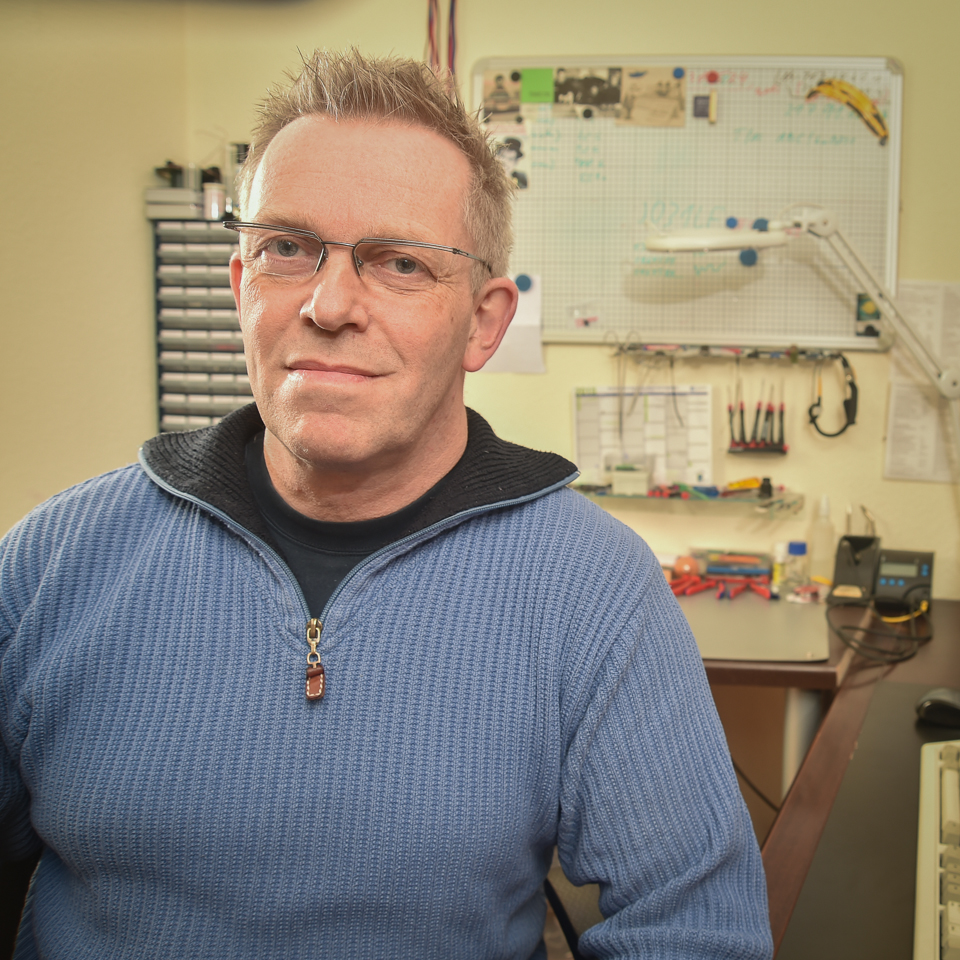
Werner Koch (* 1961)

- Koch, Wilfried (1929–2022), deutscher Maler
- Koch, Wilhelm (1776–1848), preußischer Regierungsrat und Landrat des Landkreises Altenkirchen
- Koch, Wilhelm (1842–1918), deutscher Anatom und Chirurg
- Koch, Wilhelm (1845–1891), deutscher Mundartdichter
- Koch, Wilhelm (1863–1942), deutscher Verwaltungsjurist und Ministerialbeamter
- Koch, Wilhelm (1874–1955), deutscher römisch-katholischer Theologe und Hochschullehrer
- Koch, Wilhelm (1877–1950), deutscher Gewerkschafter und Politiker (DNVP), MdR
- Koch, Wilhelm (1888–1964), deutscher Politiker (CDU), MdL Sachsen-Anhalt
- Koch, Wilhelm (1900–1969), deutscher Fußballfunktionär und Unternehmer
- Koch, Wilhelm (1907–1976), deutscher Diakon, Kirchenmusiker und CDU-Lokalpolitiker
- Koch, Wilhelm (1907–1992), deutscher Manager
- Koch, Wilhelm (1911–2004), deutscher Forstbeamter, Autor, Naturschützer
- Koch, Wilhelm (1922–1977), deutscher Politiker (SPD), MdL
- Koch, Wilhelm (1926–2018), deutscher Beamter, Heimatforscher und Buchautor
- Koch, Wilhelm (* 1960), deutscher Kommunikationsdesigner und Künstler
- Koch, Wilhelm Daniel Joseph (1771–1849), deutscher Botaniker
- Koch, Wilhelm Herbert (1905–1983), deutscher Journalist und Schriftsteller
- Koch, Wilhelmina (1845–1924), deutsche Komponistin
- Koch, Willi (1903–1968), deutscher Zeitungsverleger und Politiker (CDU), MdL
- Koch, Willi (1909–1988), Schweizer Maler
- Koch, William Karl (1849–1920), deutscher Politiker (FVP, DDP), MdR
- Koch, Willy, deutscher Theaterschauspieler und Hörspielsprecher
- Koch, Willy (1907–2001), deutscher Fußballfunktionär
- Koch, Woldemar (1902–1983), deutscher Wirtschaftswissenschaftler ukrainischer Herkunft
- Koch, Wolf Günther (* 1943), deutscher Kartograf
- Koch, Wolfgang (1947–2009), deutscher Germanist, Linguist und Hochschullehrer
- Koch, Wolfgang (* 1956), deutscher Politiker (CDU), Bürgermeister von Bünde
- Koch, Wolfgang (* 1959), österreichischer Publizist
- Koch, Wolfgang (* 1962), deutscher Physiker und Informatiker
- Koch, Wolfgang (* 1966), deutscher Opernsänger (Bariton)
- Koch, Wolfgang, österreichischer Kameramann
- Koch, Wolfgang H. (* 1951), deutscher Zahnmediziner
- Koch, Wolfram (* 1959), deutscher Chemiker und Wissenschaftsmanager
- Koch, Wolfram (* 1962), deutscher Schauspieler

### Koch-

#### Koch-B
- Koch-Bode, Wilhelm (* 1944), deutscher Gerontologe und Hörgeschädigtenpädagoge
- Koch-Bossenberger, Julie (1848–1895), deutsche Opernsängerin und Theaterschauspielerin
- Koch-Brandt, Claudia (* 1952), deutsche Biochemikerin
- Koch-Breuberg, Friedrich (1847–1922), königlich bayerischer Offizier und Autor
- Koch-Brinkmann, Ulrike (* 1964), deutsche Klassische Archäologin

#### Koch-E
- Koch-Emsermann, Monika (* 1944), deutsche Fußballspielerin und -trainerin
- Koch-Erpach, Rudolf (1886–1971), deutscher Offizier, zuletzt General der Kavallerie im Zweiten Weltkrieg

#### Koch-G
- Koch-Giebel, Thea (1929–2018), deutsche Malerin
- Koch-Gierlichs, Alice (1914–2009), deutsche Künstlerin
- Koch-Gontard, Clotilde (1813–1869), deutsche Salonnière und Unternehmerin
- Koch-Gotha, Fritz (1877–1956), deutscher Grafiker, Zeichner, Karikaturist, Illustrator und Schriftsteller
- Koch-Grünberg, Theodor (1872–1924), deutscher Anthropologe

#### Koch-H
- Koch-Hanau, Ludwig (1882–1963), deutscher Maler und Illustrator
- Koch-Hillebrecht, Manfred (1928–2020), deutscher Politikpsychologe und Autor
- Koch-Hooge, Wilhelm (1916–2004), deutscher Schauspieler

#### Koch-K
- Koch-Kent, Henri (1905–1999), luxemburgischer Publizist
- Koch-Kupfer, Edwina (* 1962), deutsche Politikerin (CDU), MdL

#### Koch-M
- Koch-Mehrin, Johannes (1899–1968), deutscher Pfarrer
- Koch-Mehrin, Silvana (* 1970), deutsche Politikerin (FDP)Silvana Koch-Mehrin (* 1970)

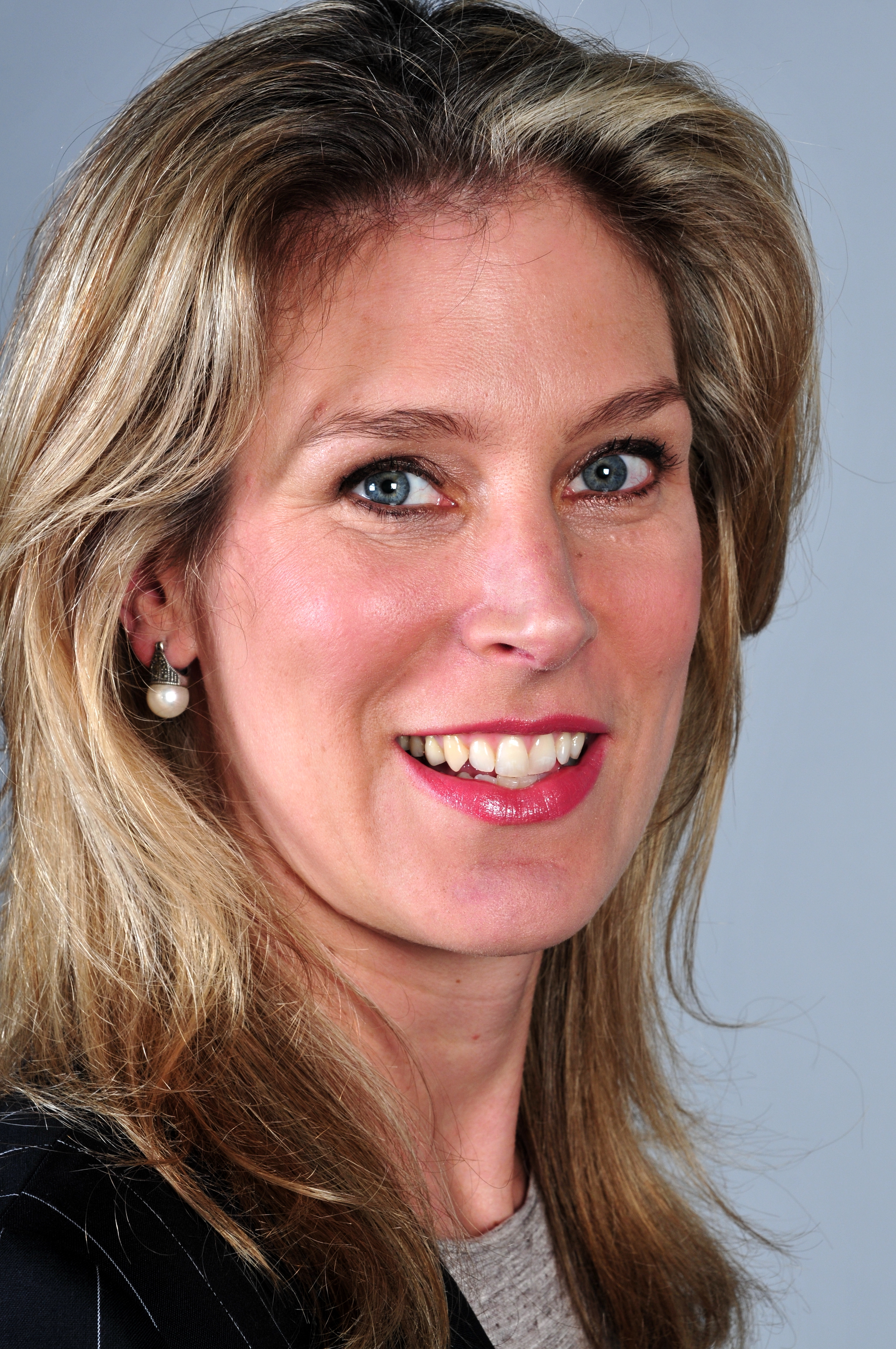
Silvana Koch-Mehrin (* 1970)

- Koch-Müller, Monika, deutsche Hochschullehrerin

#### Koch-O
- Koch-Otte, Benita (1892–1976), deutsche Weberin und Textildesignerin

#### Koch-P
- Koch-Priewe, Barbara (* 1950), deutsche Pädagogin und Didaktikerin

#### Koch-R
- Koch-Raphael, Erwin (* 1949), deutscher Komponist
- Koch-Riehl, Rudolf (1900–1956), deutscher Schauspieler, Regisseur und Hörspielsprecher

#### Koch-S
- Koch-Sternfeld, Joseph Ernst von (1778–1866), salzburgisch-bayerischer Beamter, Geograf, Historiker und Schriftsteller
- Koch-Stetter, Dora (1881–1968), deutsche Landschafts- und Porträtmalerin sowie Grafikerin

#### Koch-U
- Koch-Unterseher, Jutta (* 1961), deutsche Politikerin (SPD), MdA

#### Koch-W
- Koch-Weser, Caio (* 1944), brasilianisch-deutscher Finanzexperte und ehemals hochrangiger deutscher Finanzbeamter
- Koch-Weser, Erich (1875–1944), deutscher Politiker (DDP), MdBB, MdRErich Koch-Weser (1875–1944)

Erich Koch-Weser (1875–1944)

### Kocha
- Kochale, Erhard (* 1941), deutscher Fußballspieler
- Kochan, Barbara (* 1944), deutsche Pädagogin, Hochschullehrerin und Autorin
- Kochan, Boris (* 1962), deutscher Designer, Unternehmer und Publizist
- Kochan, Detlef C. (* 1925), deutscher Linguist, Didaktiker und Hochschullehrer
- Kochan, Fritz (1855–1913), deutscher Gutsbesitzer, Ziegeleibesitzer und Politiker (NLP), MdR
- Kochan, Fritz-Klaus (1948–2019), deutscher Physiker, Politiker und Staatssekretär (DDR)
- Kochan, Günter (1930–2009), deutscher Komponist
- Kochan, Mychajlo (* 2001), ukrainischer Hammerwerfer
- Kochan, Paul (1894–1975), deutscher Politiker (FDP), MdA
- Kochanek, Hermann (1946–2002), deutscher römisch-katholischer Theologe
- Kochanek, Stanley A. (1934–2010), US-amerikanischer Politikwissenschaftler und Hochschullehrer
- Kochanez, Juri Nikolajewitsch (* 1972), russisch-kasachischer Eisschnellläufer
- Kochaniak-Sala, Karolina (* 1995), polnische Handballspielerin
- Kochanke, Egon (* 1952), deutscher Diplomat und Botschafter in Namibia (seit 2008)
- Kochann, Friedrich Franz (1815–1899), deutscher Jurist und Politiker (Zentrum), MdR
- Kochanowa, Raissa Nikolajewna (1906–1992), sowjetische Architektin
- Kochanowska, Augusta (1868–1927), polnische Malerin
- Kochanowski von Stawczan, Anton (1817–1906), österreichischer Politiker
- Kochanowski, Jan (1530–1584), polnischer DichterJan Kochanowski (1530–1584)

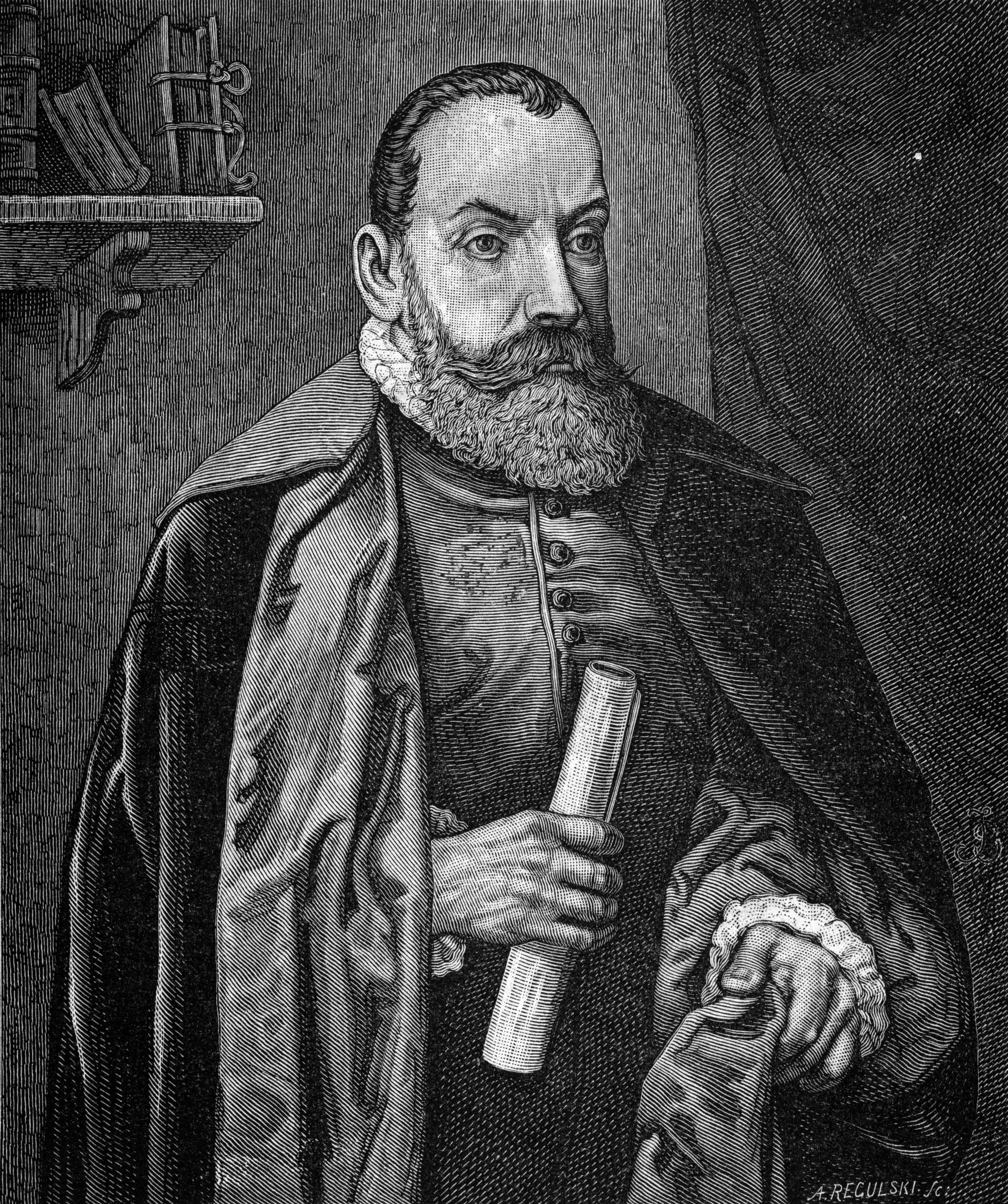
Jan Kochanowski (1530–1584)

- Kochanowski, Jan (* 1949), polnischer Politiker, Mitglied des Sejm
- Kochanowski, Piotr (1566–1620), polnischer Schriftsteller des Frühbarocks
- Kochanowski, Roman (1857–1945), polnischer Maler und Zeichner
- Kochanowskyj, Andrij (* 1968), ukrainischer Leichtathlet
- Kochański, Adam Adamandy (1631–1700), polnischer Mathematiker
- Kochański, Eli (1886–1940), polnischer Cellist und Musikpädagoge
- Kochanski, Leonid (1893–1980), polnischer Pianist und Musikpädagoge
- Kochanski, Mors (1940–2019), kanadischer Bushcraft- und Überlebenslehrer, Naturforscher und Autor
- Kochanski, Paul (1887–1934), polnischer Violinist, Komponist und Arrangeur
- Kochar, Yervand (1899–1979), armenischer Maler und Bildhauer
- Kocharovskaya, Olga (* 1956), russisch-US-amerikanische Physikerin
- Kochav, Ran (* 1971), israelischer Brigadegeneral
- Kochavi, Aviv (* 1964), israelischer GeneralleutnantAviv Kochavi (* 1964)

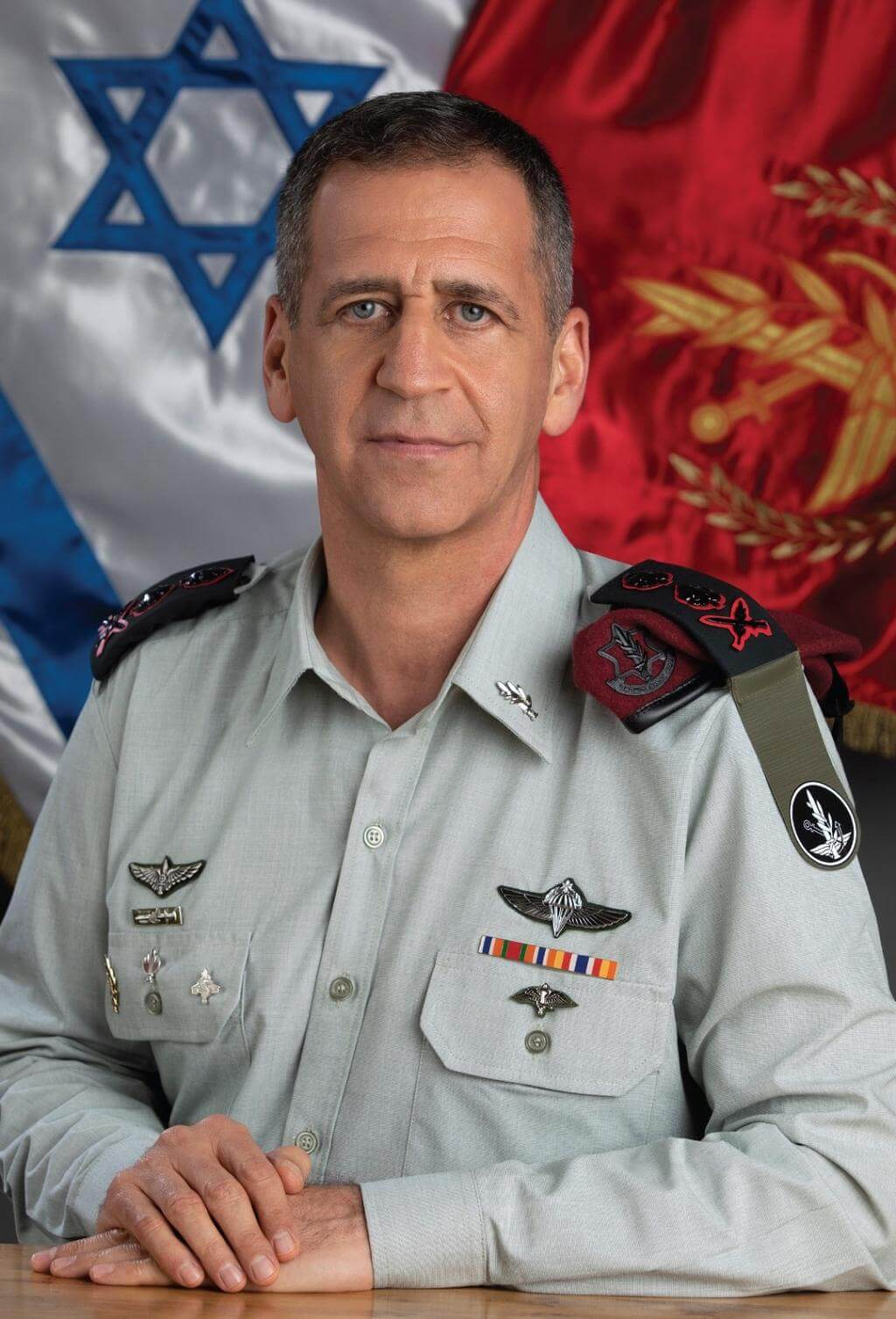
Aviv Kochavi (* 1964)

### Kochb
- Kochbeck, George (* 1955), deutscher Rock- und Fusionmusiker, Filmkomponist

### Koche
- Köchel, Ludwig von (1800–1877), österreichischer Jurist, Historiker und Naturforscher
- Kochen, Albrecht Heinrich Matthias (1776–1847), deutscher evangelischer Theologe und Geistlicher
- Kochen, Manfred (1928–1989), US-amerikanischer Mathematiker, Informationswissenschaftler und Informatiker
- Kochen, Michael M. (* 1950), deutscher Mediziner
- Kochen, Simon (* 1934), US-amerikanischer Mathematiker
- Kochendoerfer, Gerd (1900–1948), deutscher Politiker (CDU), MdL
- Kochendörfer, Bernd (* 1947), deutscher Bauingenieur und Hochschullehrer
- Kochendörfer, Fritz (1871–1942), deutscher Bildhauer und Unternehmer
- Kochendorfer, Larry, kanadischer lutherischer Bischof
- Kochendörfer, Marc-Philipp (* 1974), deutscher Schauspieler
- Kochendörfer, Mathias (* 1972), deutscher Jurist, Richter am Bundesgerichtshof
- Kochendörfer, Max (* 1985), deutscher Basketballspieler
- Kochendörfer, Wilhelm Friedrich (1822–1896), Mitglied des Kurhessischen Kommunallandtages
- Kochendörffer, Heinrich (1880–1936), deutscher Historiker und Archivar
- Kochendörffer, Rudolf (1911–1980), deutscher Mathematiker
- Kochendörffer, Rudolf (1924–2015), deutscher Eishockeyspieler und -schiedsrichter
- Kocher Hirt, Manuela (* 1971), Schweizer Politikerin (SP)
- Köcher, Adolf (1848–1917), deutscher Historiker, Hochschullehrer und Geheimer Studienrat
- Köcher, Alfred (1874–1940), deutscher Radrennfahrer
- Kocher, Cox (* 1942), Schweizer Unternehmer und Autorennfahrer
- Kocher, Crown (* 1952), Schweizer Gitarrist, Songwriter, Musik- und Videoproduzent sowie Grafiker und Webdesigner
- Kocher, Daniel Nikolaus (* 1981), österreichischer Künstler und Konzeptionist
- Kocher, Else (1902–1994), deutsche Pilotin
- Kocher, Eva (* 1965), deutsche Rechtswissenschaftlerin
- Kocher, Fabienne (* 1993), Schweizer Judoka
- Köcher, Franz (1916–2002), deutscher Altorientalist und Medizinhistoriker
- Köcher, Franz Adrian (1786–1846), deutscher Mathematiker, Pädagoge und Hochschullehrer
- Kocher, Friedrich (1879–1958), österreichischer Politiker (CSP), Abgeordneter zum Nationalrat
- Kocher, Fritz (* 1928), Schweizer Skilangläufer
- Kocher, Gerhard (* 1939), Schweizer Politologe und Publizist
- Kocher, Gernot (* 1942), österreichischer Rechtshistoriker
- Köcher, Günter (1948–2020), deutscher Tischtennisspieler und -funktionär
- Kocher, Hugo (1904–1972), deutscher Schriftsteller und Illustrator
- Kocher, Isabelle (* 1966), französische Unternehmerin
- Köcher, Johann Christoph (1699–1772), deutscher lutherischer Geistlicher und Theologe
- Köcher, Josef (1907–1997), deutscher Politiker (SPD), MdL
- Kocher, Kay, deutscher Rugbyspieler
- Kocher, Konrad (1786–1872), deutscher Organist und Komponist von Kirchenmusik
- Kocher, Marc (* 1965), Schweizer Architekt
- Kocher, Martin (* 1973), österreichischer Ökonom und HochschullehrerMartin Kocher (* 1973)

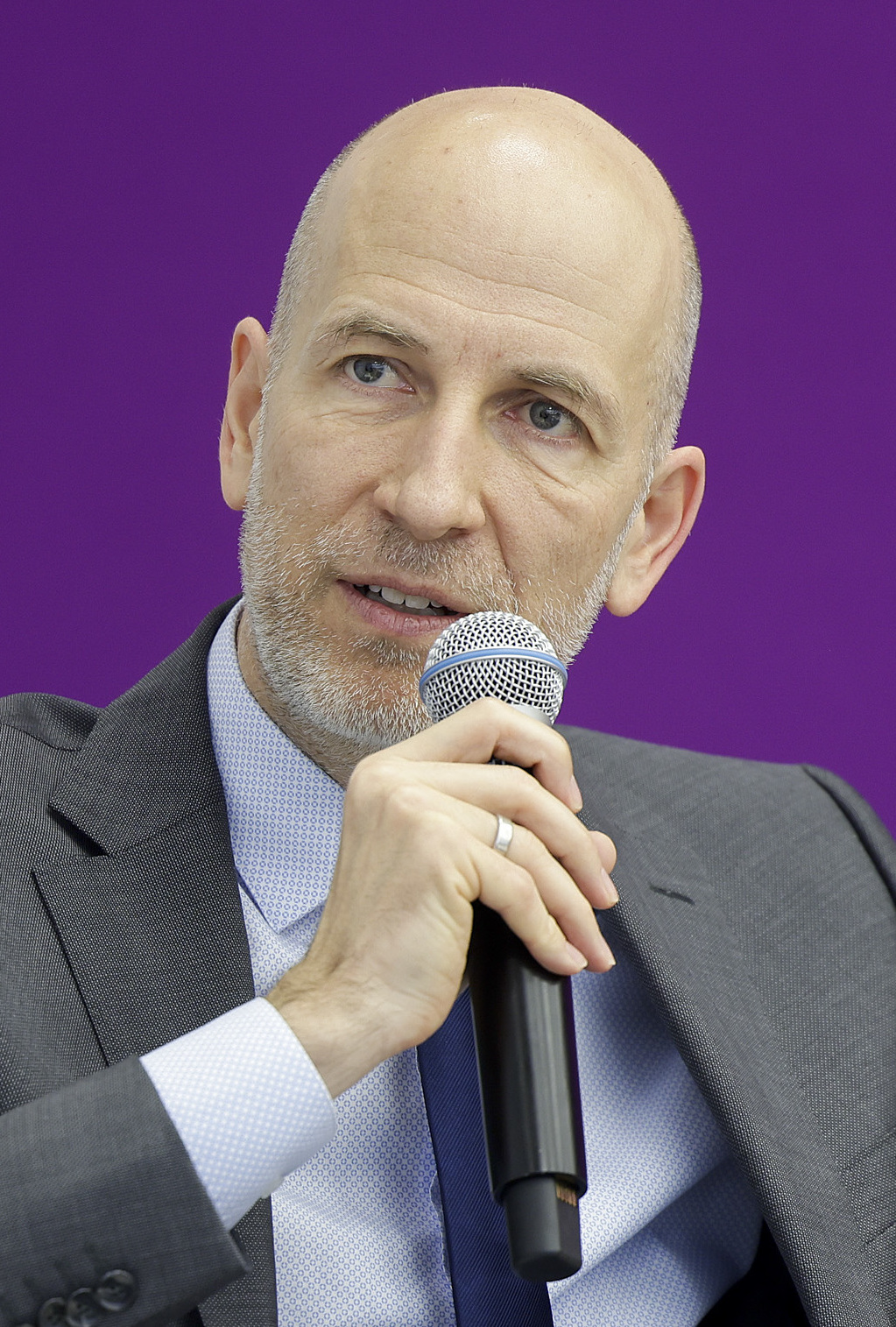
Martin Kocher (* 1973)

- Kocher, Martina (* 1985), schweizerische Rennrodlerin und Leichtathletin
- Kocher, Noémie (* 1969), schweizerisch-kanadische Schauspielerin
- Köcher, Otto Carl (1884–1945), deutscher Diplomat
- Kocher, Paul C. (* 1973), US-amerikanischer Kryptologe und Unternehmer
- Kocher, Paul H. (1907–1998), US-amerikanischer Anglist
- Köcher, Renate (* 1952), deutsche Meinungsforscherin, Geschäftsführerin des Instituts für Demoskopie Allensbach
- Kocher, Ronald (* 1929), Schweizer Maler, Graphiker und Bildhauer
- Kocher, Rudolf (1828–1866), Schweizer evangelischer Geistlicher und Schriftsteller
- Kocher, Theodor (1841–1917), Schweizer Chirurg und Nobelpreisträger
- Kocher, Trudi (1902–1986), Schweizer Politikerin
- Kocher, Ursula (* 1968), deutsche Literaturwissenschaftlerin und Hochschullehrerin
- Kocher, Zina (* 1982), kanadische Biathletin
- Kocher-Klein, Hilda (1894–1975), deutsche Pianistin und Komponistin
- Köchermann, Erich (1904–1964), deutscher Weitspringer
- Köchermann, Minú, deutsche Schauspielerin
- Kocherry, George (* 1945), indischer römisch-katholischer Geistlicher, Erzbischof und Diplomat des Heiligen Stuhls
- Kocherscheidt, Kurt (1943–1992), österreichischer Künstler
- Köchert, Gotfrid (1918–1986), österreichischer Rennfahrer

### Kochh
- Kochhann, Heinrich (1805–1890), deutscher Politiker in Berlin
- Kochhann, Heinrich (1830–1903), deutscher Kaufmann und Politiker, MdR
- Kochhann, Josh (* 1975), deutscher Hörfunkjournalist und DJ
- Kochhar, Chanda (* 1961), indische Managerin und Bankier
- Kochheim, Friedrich (1891–1955), deutscher Ingenieur, Erfinder, Unternehmer, SS-Mitglied und KZ-Häftling sowie Autor
- Kochheim, Philipp (* 1970), deutscher Regisseur, Autor und Bühnenbildner

### Kochi
- Kochi, Jay (1927–2008), US-amerikanischer Chemiker
- Kōchi, Momoko (1932–1998), japanische Schauspielerin
- Kochius, Johann Franz von (1729–1797), russischer General der Infanterie
- Kochiyama, Yuri (1921–2014), US-amerikanische Aktivistin

### Kochl
- Köchl, Alois (* 1951), österreichischer Maler
- Köchl, Felix (* 2002), österreichischer Fußballspieler
- Köchl, Klaus (* 1961), österreichischer Politiker (SPÖ), Abgeordneter zum Kärntner Landtag
- Köchl, Matthias (* 1977), österreichischer Politiker (Grüne), Abgeordneter zum Nationalrat
- Köchl-König, Edda (1942–2015), deutsche Schauspielerin und Illustratorin
- Köchler, Hans (* 1948), österreichischer Philosoph und Vorstand des Institut für Philosophie an der Universität Innsbruck
- Köchli, Paul (* 1947), Schweizer Radsportler, Radsporttrainer und Sportlicher Leiter
- Köchli, Yvonne-Denise (* 1954), Schweizer Journalistin, Publizistin, Schriftstellerin und Verlegerin
- Köchlin, Eduard (1833–1914), deutscher Industrieller und Politiker
- Köchlin, Michael (* 1478), deutscher humanistischer Geschichtsschreiber und Kanzler
- Köchling, Anton (1903–1990), deutscher Verwaltungsjurist und Politiker (CDU)
- Köchling, Christian (1854–1927), Landtagsabgeordneter Waldeck
- Köchling, Friedrich (1893–1970), deutscher General der Infanterie im Zweiten Weltkrieg
- Köchling, Willi (1924–2009), deutscher Fußballspieler
- Köchly, Hermann (1815–1876), deutscher Philologe und Politiker (DFP), MdR

### Kochm
- Kochman, Li (* 1995), israelischer Judoka
- Kochmann, Arthur (1864–1944), deutscher Jurist
- Kochmann, Martin (1878–1936), deutscher Pharmakologe
- Kochmann, Martin (1912–1943), deutscher Arbeiter und Widerstandskämpfer gegen den Nationalsozialismus
- Kochmann, Sala (1912–1942), deutsche Kindergärtnerin und Widerstandskämpferin gegen den Nationalsozialismus
- Kochmann, Werner (1930–2020), deutscher Industriechemiker, Professor sowie Industriemanager

### Kochn
- Kochner, Walter (1905–1971), Sänger, Regisseur und Schauspieler
- Kochno, Boris Jewgenjewitsch (1904–1990), russischer Dichter, Tänzer und LibrettistBoris Jewgenjewitsch Kochno (1904–1990)

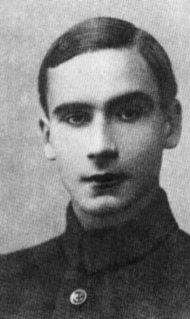
Boris Jewgenjewitsch Kochno (1904–1990)

### Kocho
- Kochoff, Anya (* 1969), US-amerikanische Drehbuchautorin und Tennisspielerin
- Kocholl, Steffen (* 1983), deutscher Fußballspieler
- Kochowski, Wespazjan (1633–1700), polnischer Schriftsteller

### Kochs
- Kochs, Anton (1902–1984), deutscher katholischer Priester
- Kochs, Heinz (1929–2020), deutscher Politiker (SED) und Oberbürgermeister von Rostock
- Kochs, Wilhelm (1852–1898), deutscher Mediziner
- Kochsiek, Ernst (1935–2017), deutscher Klavierbauermeister
- Kochsiek, Kurt (1930–2013), deutscher Internist

### Kocht
- Kochta, Herbert (* 1932), deutscher Architekt
- Kochta, Jiří (1946–2025), tschechischer Eishockeyspieler und -trainerJiří Kochta (1946–2025)

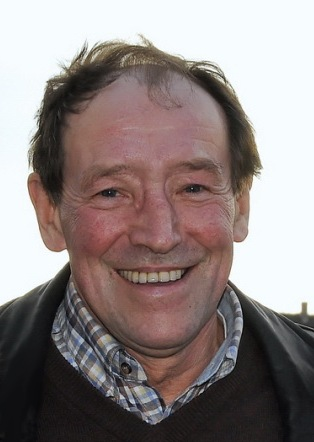
Jiří Kochta (1946–2025)

- Kochta, Marketa (* 1975), deutsche Tennisspielerin
- Kochta, Renata (* 1973), deutsche Tennisspielerin
- Kochtizky, Andreas von († 1634), schlesischer Adliger und Landeshauptmann der böhmischen Fürstentümer Oppeln-Ratibor

### Kochu
- Kochuparampil, Mathai (1939–1992), indischer Ordensgeistlicher, Bischof von Diphu
- Kochupuruckal, Peter (* 1964), indischer Geistlicher, syro-malabarischer Bischof von Palghat
- Kochuthundil, John (* 1959), indischer Geistlicher und syro-malankara katholischer Bischof von Muvattupuzha

### Kochy
- Köchy, Christian Heinrich Gottlieb (1769–1828), deutscher Rechtswissenschaftler
- Köchy, Karl (1800–1880), deutscher Schriftsteller, Regisseur und Theaterdirektor
- Köchy, Kristian (* 1961), deutscher Philosoph und Hochschullehrer, Professor für Theoretische Philosophie an der Universität Kassel und Experte für Bioethik
- Köchy, Wilhelm (* 1814), deutscher Violinist

### Kochz
- Kochzius, Marc (* 1970), deutscher Meeresbiologe und Hochschullehrer